# Frauenstift

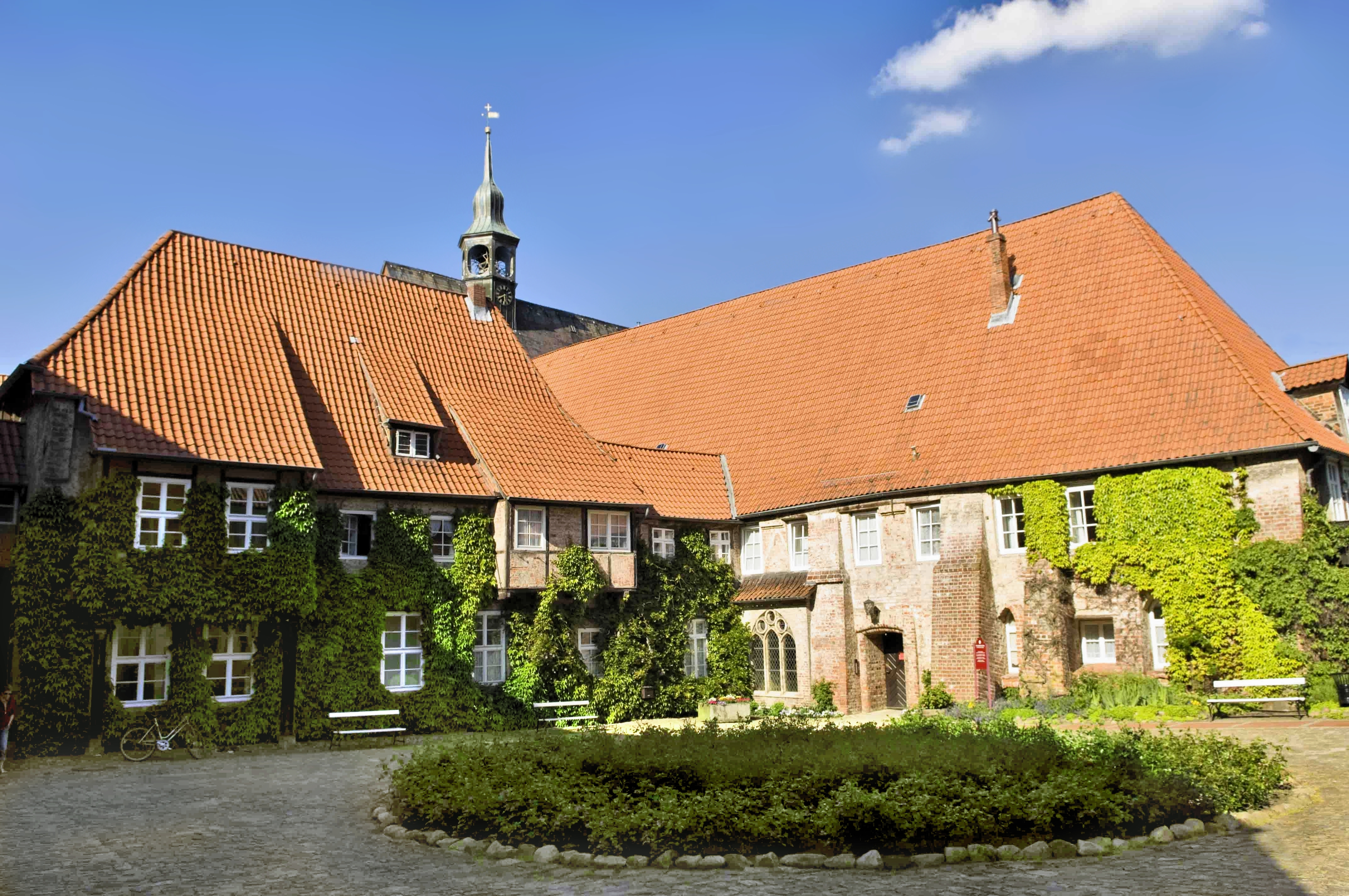
Das seit 1711 bestehende Damenstift Kloster Lüne. Da es zuvor ein Zisterzienserinnenkloster war, wird die Anlage weiterhin Kloster genannt (2013).

Ein Frauenstift, auch Damenstift oder Chorfrauenstift, ist eine religiöse Lebensgemeinschaft für Frauen, die ohne Ablegung von Gelübden in einer klosterähnlichen Anlage leben. Die in einem solchen freien weltlichen Stift lebenden (vom Mittelalter bis zur Säkularisation meist adligen) Damen werden als Kanonissen, Chorfrauen oder Stiftsdamen bezeichnet; daher wird häufig auch der Begriff Kanonissenstift verwendet. Die Vorsteherin eines Stifts wird auch Domina (lat. ‚Herrin‘) genannt.
Von diesen weltlichen Kanonissen zu unterscheiden sind Nonnen und regulierte Chorfrauen – wiewohl Letztere gemeinhin ebenfalls als Kanonissen bzw. Kanonissinnen bezeichnet werden. Nonnen leben als Ordensgemeinschaften nach einer monastischen Ordensregel, insbesondere der Benediktsregel, und verpflichten sich in feierlichen Gelübden auf Lebenszeit zu einem Leben nach den evangelischen Räten unter einer Äbtissin oder einer Priorin; Beispiele sind die Benediktinerinnen, Kartäuserinnen oder Zisterzienserinnen. Demgegenüber folgen regulierte Chorfrauen – etwa die Augustiner-Chorfrauen oder die Prämonstratenserinnen – als weibliches Pendant zu den Regularkanonikern nicht der Benediktsregel, sondern stattdessen zumeist der Augustinusregel. Die Klöster dieser Ordensfrauen werden jedoch regional, vor allem in Österreich, oft ebenfalls als Stift bezeichnet.

## Gründung
Ein Frauenstift wurde häufig von Adligen oder einer begüterten Witwe gestiftet, um so ein gottgefälliges Werk zu verrichten. Die Stiftsdamen erhielten in der Regel den Stiftungsauftrag, für das Seelenheil der Stifter zu beten.
Die Stifte unterstanden entweder als Reichsstifte direkt dem König oder Kaiser, oder dem Bischof, der dann auch das Recht hatte, die Äbtissin zu ernennen und einen Beichtvater für die Stiftsdamen einzusetzen. Äbtissinnen der oft sehr begüterten Stifte, die oft aus dem Hochadel stammten, konnten große Grundherrschaften regieren und hatten Sitz und Stimme in den Landständen.
Die Adligen der Umgebung sicherten sich durch ihre Zustiftungen, dass das Stift ausschließlich für ihre eigenen Töchter offen war, doch konnte man sich in ein Stift auch von außerhalb „einkaufen“. Auch wurden oft für die Töchter von verdienten Beamten Stiftsstellen geschaffen.

## Lebensweise in den weltlichen Stiften

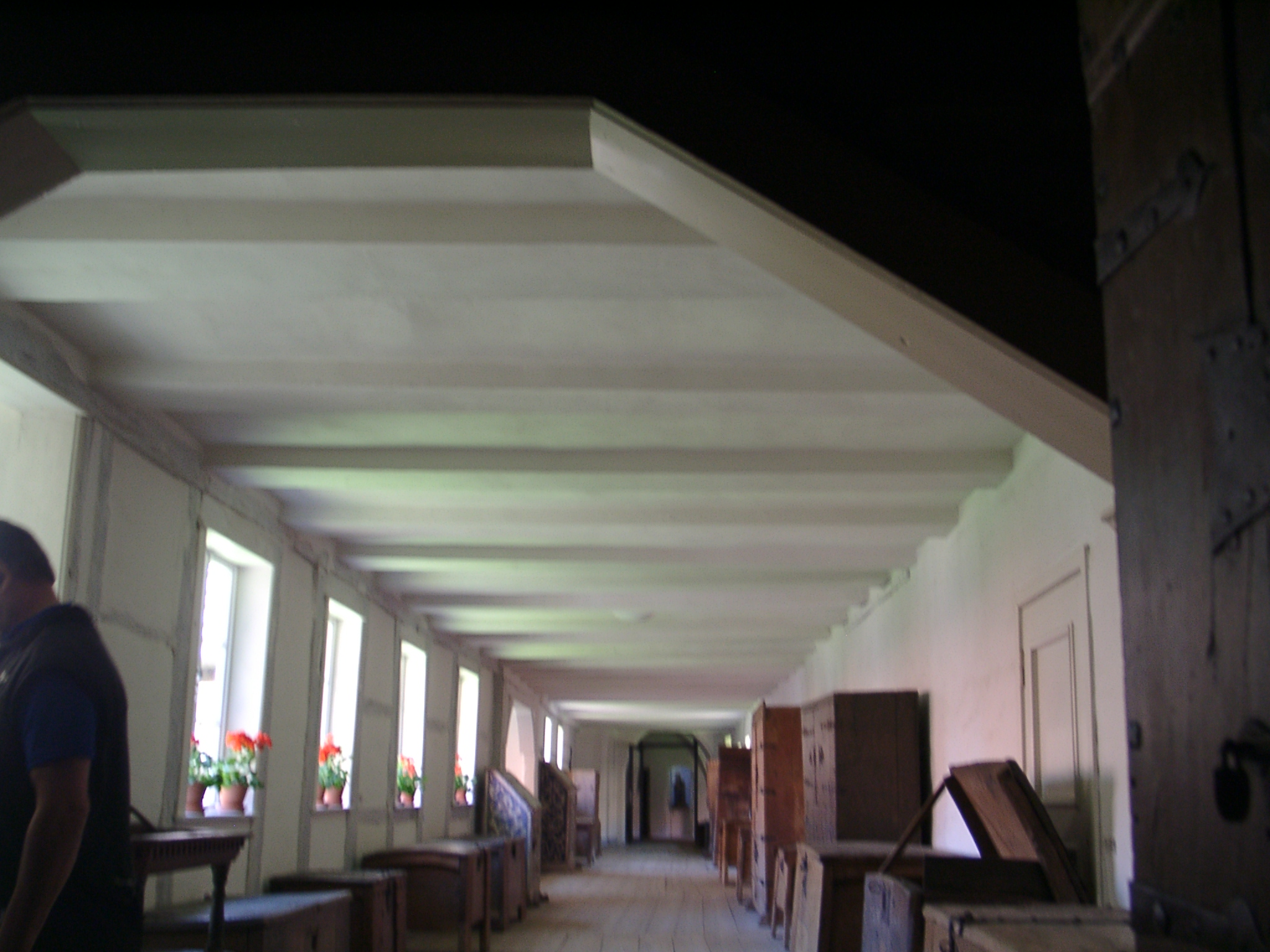
Kloster Wienhausen: Gang mit den Truhen der Stiftsdamen

Die Stiftsdamen lebten in klosterähnlichen Gebäuden, bisweilen auch ehemaligen Klöstern, die jedoch häufig großzügiger eingerichtet waren als die der Ordensfrauen. Die Kanonissen brachten oft ihr eigenes Mobiliar und ihre Dienerschaft mit. Sie waren verpflichtet, am Stundengebet und der Heiligen Messe teilzunehmen und das Essen mit der Gemeinschaft im Refektorium einzunehmen.
Bei ihrem Eintritt legten die Kanonissen nur die Gelübde der Keuschheit und des Gehorsams gegenüber ihrer Äbtissin ab, konnten jedoch heiraten, wenn sie auf ihre Pfründe verzichteten. Sie hatten die Freiheit, die ihnen vom Stift zufließenden Einkünfte zu verzehren, wo sie wollten. Häufig pflegten auch nur die Äbtissin, die Vorsteherin und eine geringe Zahl Kanonissen sich im Stiftsgebäude aufzuhalten, die anderen Stiftsdamen hatten dagegen eigene Wohnungen mit einer kleinen Dienerschaft im Umkreis. Im Kloster Preetz bewohnt jede Stiftsdame ihr eigenes Häuschen mit Garten. Die Stiftsdamen verzichteten weder auf ihren Privatbesitz noch auf ihre Erbansprüche und konnten das Stift jederzeit verlassen, dies geschah oft zum Zwecke der Heirat.
Ihren Lebensunterhalt bestritten die Stifte aus den bei der Gründung der Stiftung eingebrachten Pfründen, aus deren Ertrag alle Stiftsdamen eine jährliche Summe erhielten. Dafür musste eine Stiftsdame bei ihrem Eintritt eine gewisse Summe zustiften.
Zwischen Stiftsklöstern und weltlichen Stiften bestand eine gewisse Grauzone. Weil auch die weltlichen Stifte sich in ihren Satzungen an der Augustinusregel oder der Benediktsregel orientierten, ist aus heutiger Sicht nicht immer zweifelsfrei aus den Quellen zu erschließen, ob es sich bei einem Frauenstift um ein klösterliches oder weltliches Stift handelte. Außerdem war es üblich, dass sich adlige Witwen in ein klösterliches Stift einkauften, um dort ihren Lebensabend im Anschluss an die Klostergemeinschaft der Ordensfrauen, aber ohne Ablegung der Gelübde zu verbringen. Weltliche Stifte wurden auch gelegentlich in regulierte Klöster umgewandelt oder umgekehrt.

## Geschichte
Die ersten Frauenstifte sind für das frühe Mittelalter nachgewiesen. Grundlage für die Gestaltung der Kanonissenklöster ist die von Amalarius von Metz ausgearbeitete Aachener Regel (Institutiones Aquisgranenses) von 816. Verbindlich wurde sie durch die Synode von Aachen.
Die Regel galt unter anderem für die Stifte in Herford, Essen, Gandersheim, Quedlinburg, Gernrode und St. Maria im Kapitol in Köln. Diese frühmittelalterlichen Stifte galten als die vornehmsten im Reich und wurden von Frauen aus dem Hohen Adel als Äbtissinnen geleitet, oft entstammten diesem auch die Stiftsdamen. Bis auf Köln waren diese Stifte, neben einer Anzahl weiterer Frauenklöster und Damenstifte, reichsunmittelbar und unterstanden direkt dem Kaiser. Ihre Fürstäbtissinnen gehörten zu den regierenden Reichsprälaten, die im Reichstag vertreten waren, wo sie auf der rheinischen oder schwäbischen Prälatenbank Platz nahmen, die jeweils eine Kuriatstimme und damit eine gewisse Mitbestimmung in der Reichspolitik besaßen. Lokal erhielten manche Damenstifte besondere Privilegien, wie beispielsweise die Äbtissin des Theresianischen Adeligen Damenstifts auf der Prager Burg seit 1782 das Recht besaß, die böhmischen Königinnen zu krönen.

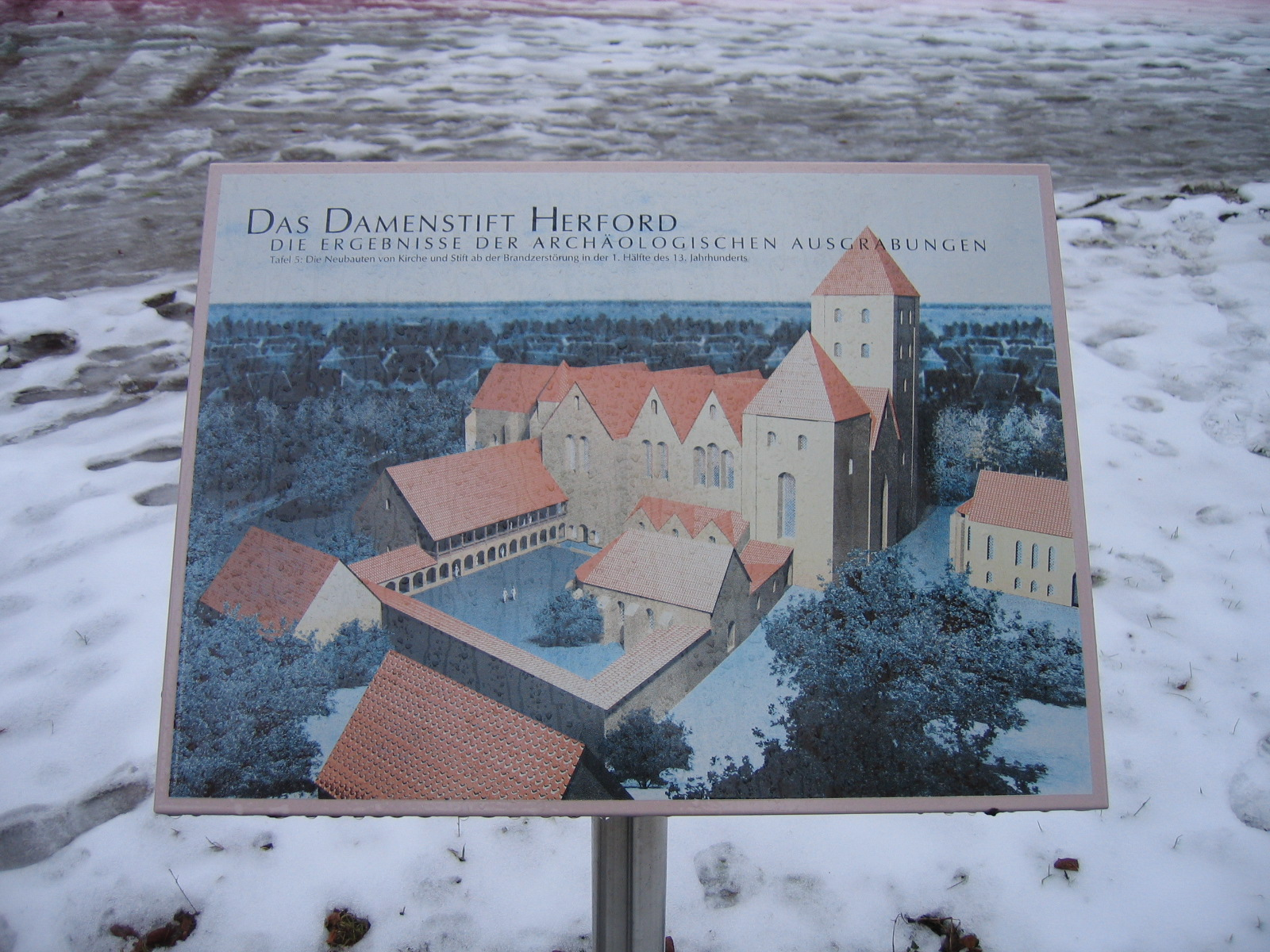
Stift Herford (gegründet um 800)
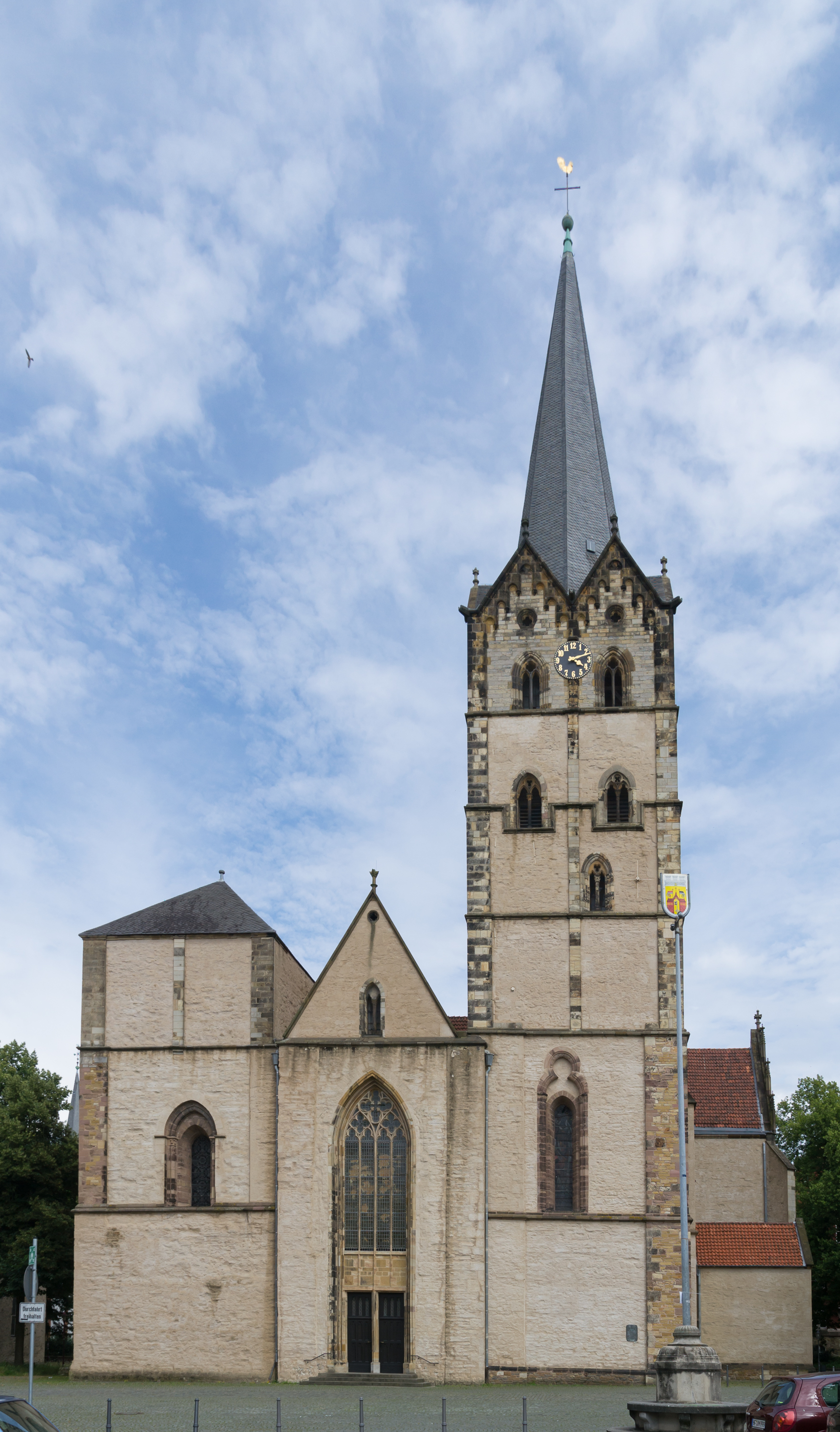
Herforder Münster, ehemalige Stiftskirche
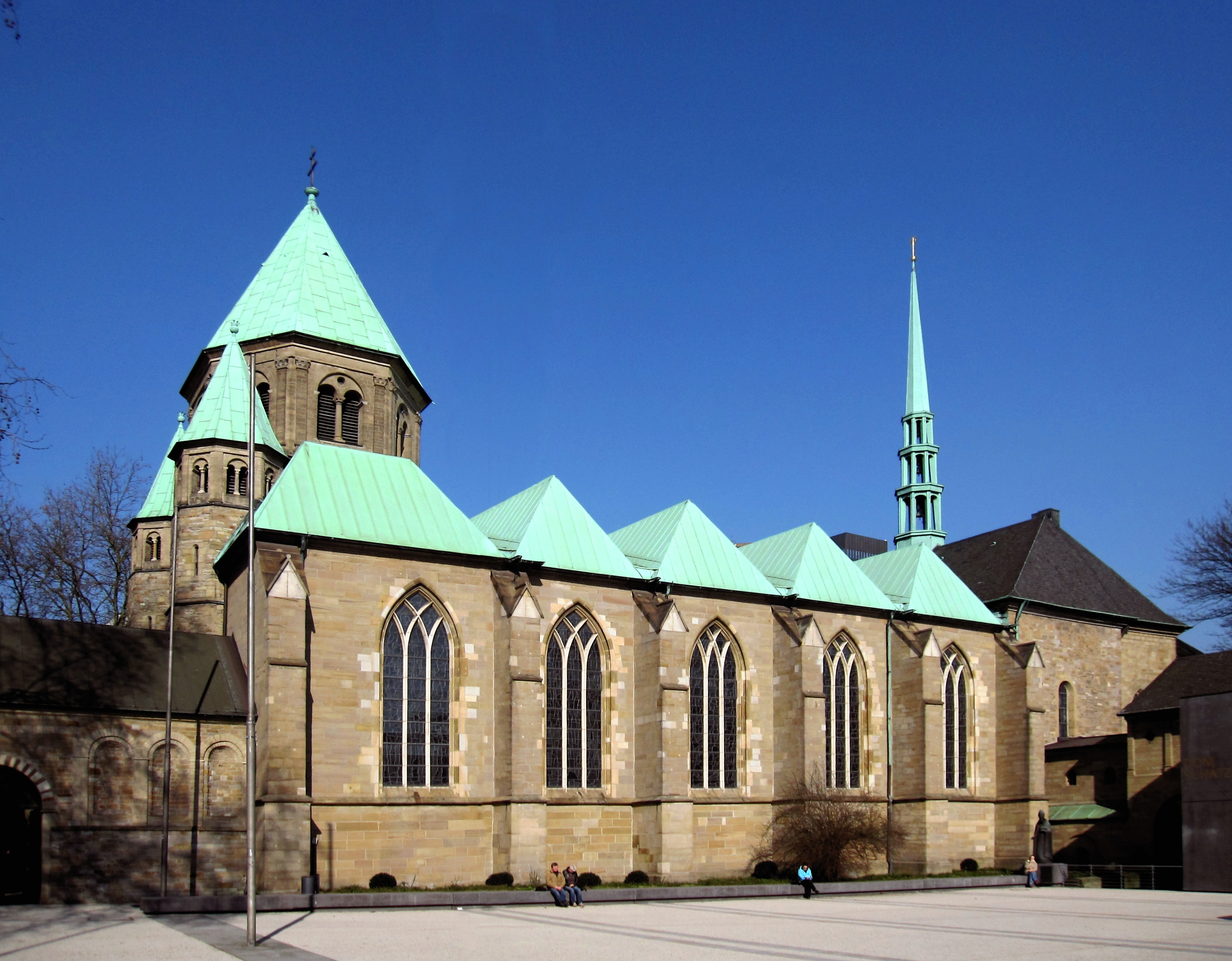
Essener Münster, ehemalige Kirche des Damenstifts Essen (gegründet um 845)
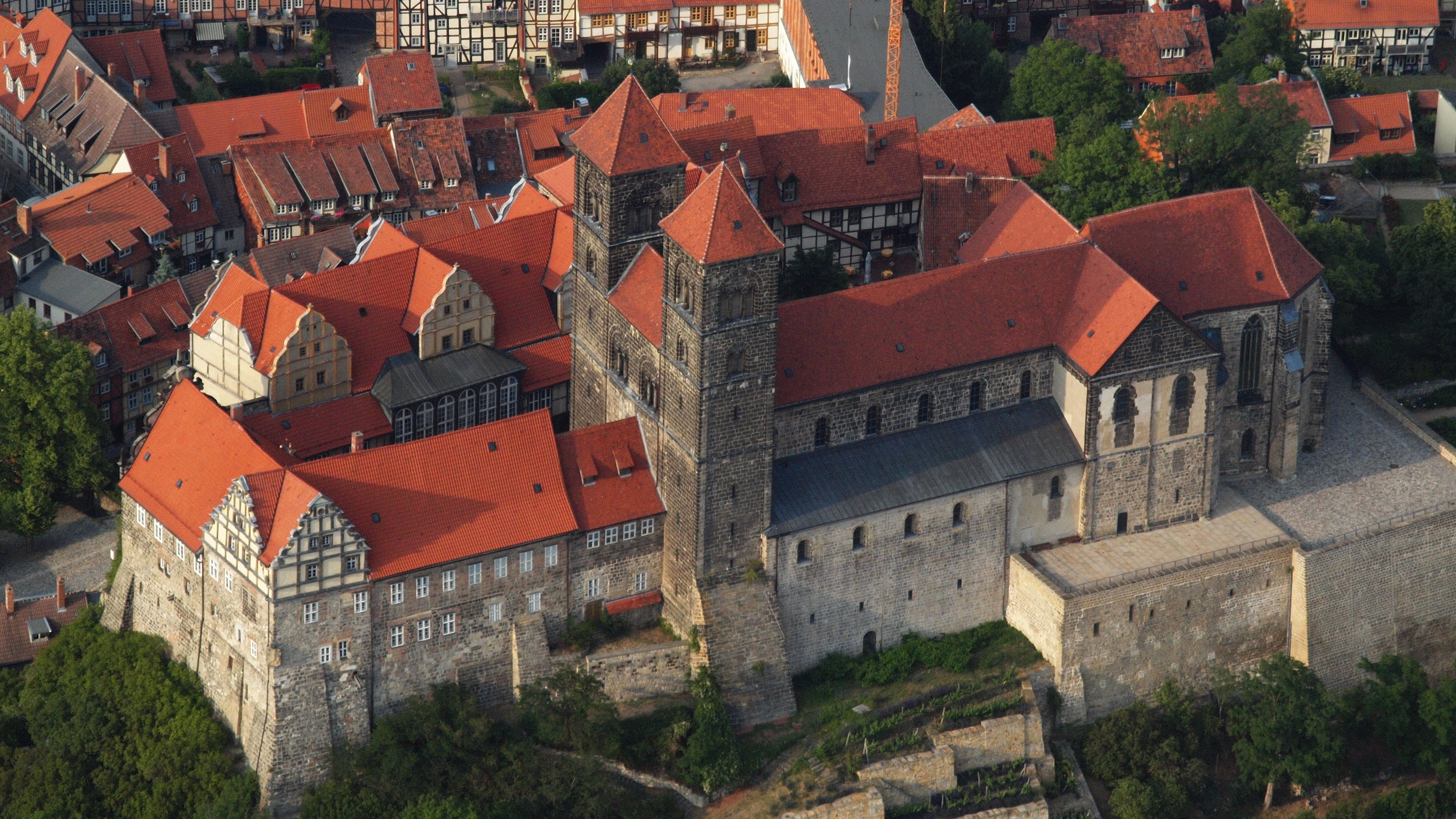
Stift Quedlinburg (gegründet 936)
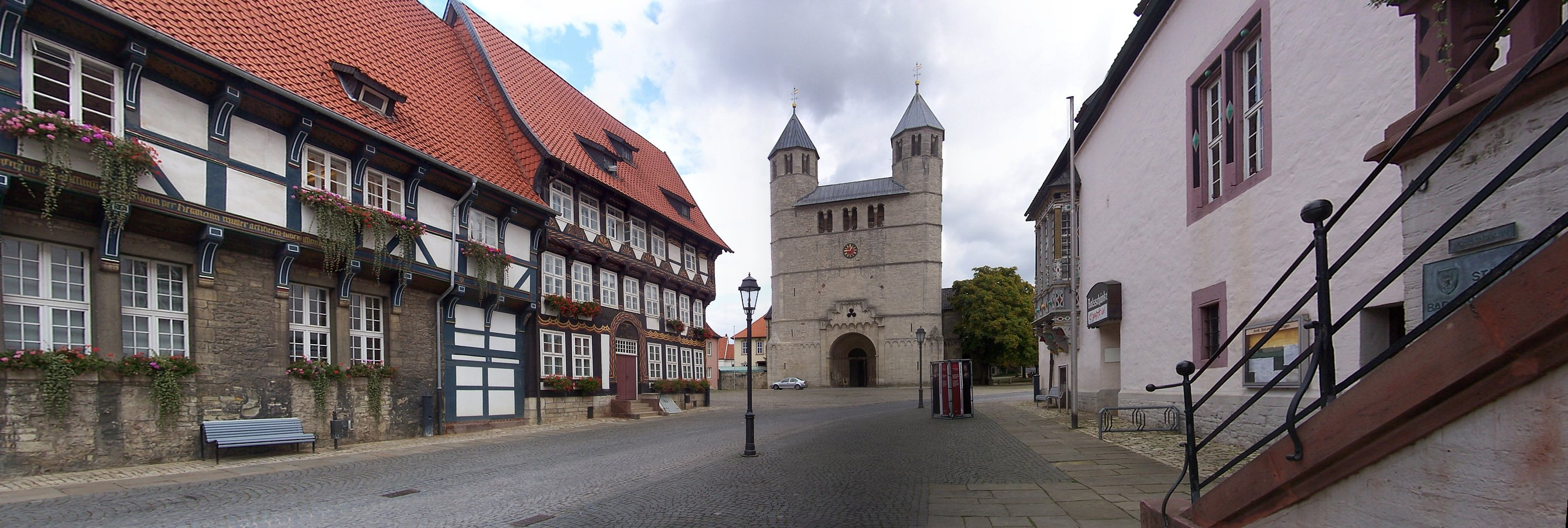
Stift Gandersheim (gegründet 852)
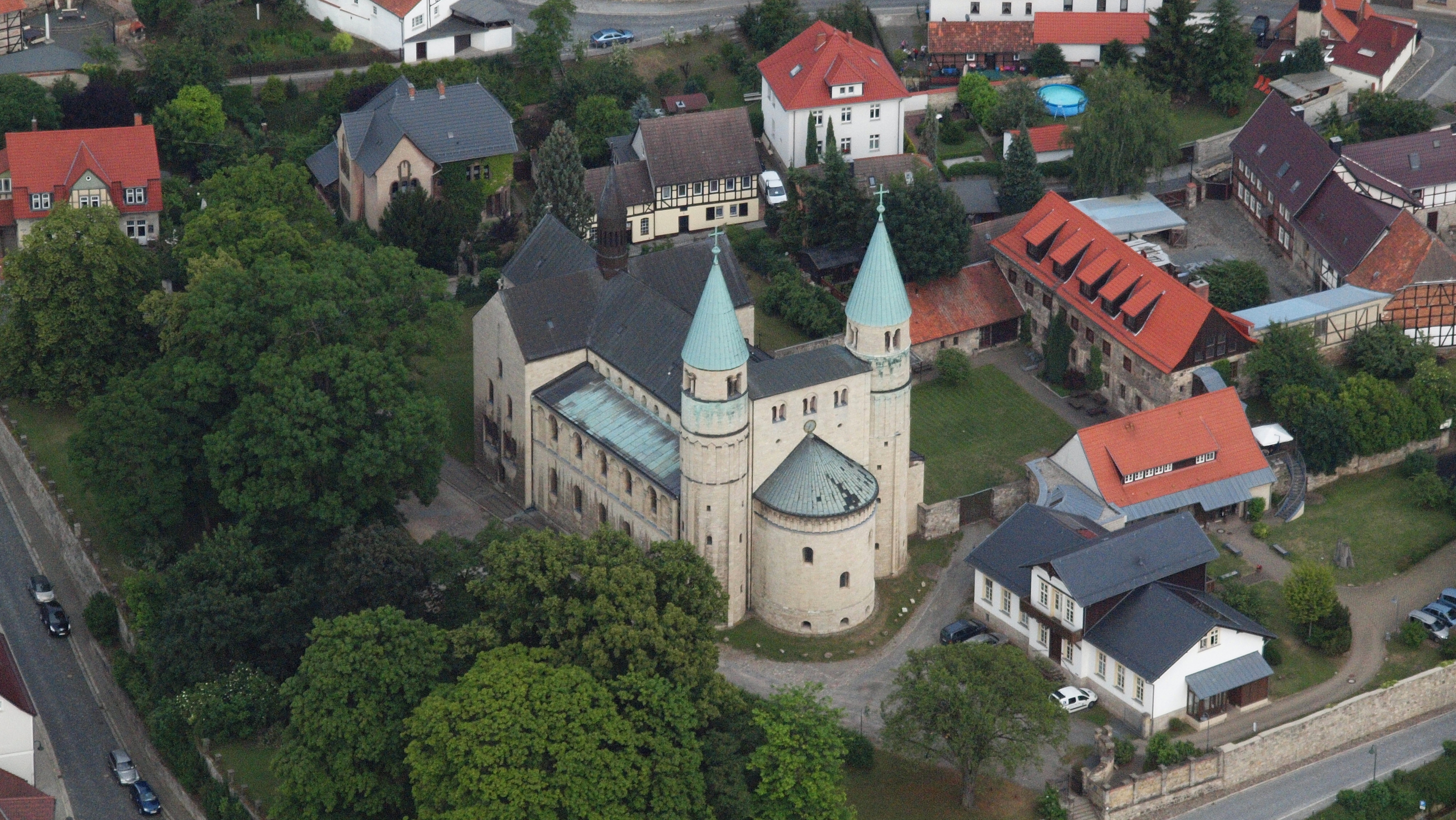
Stift Gernrode (gegründet 959)
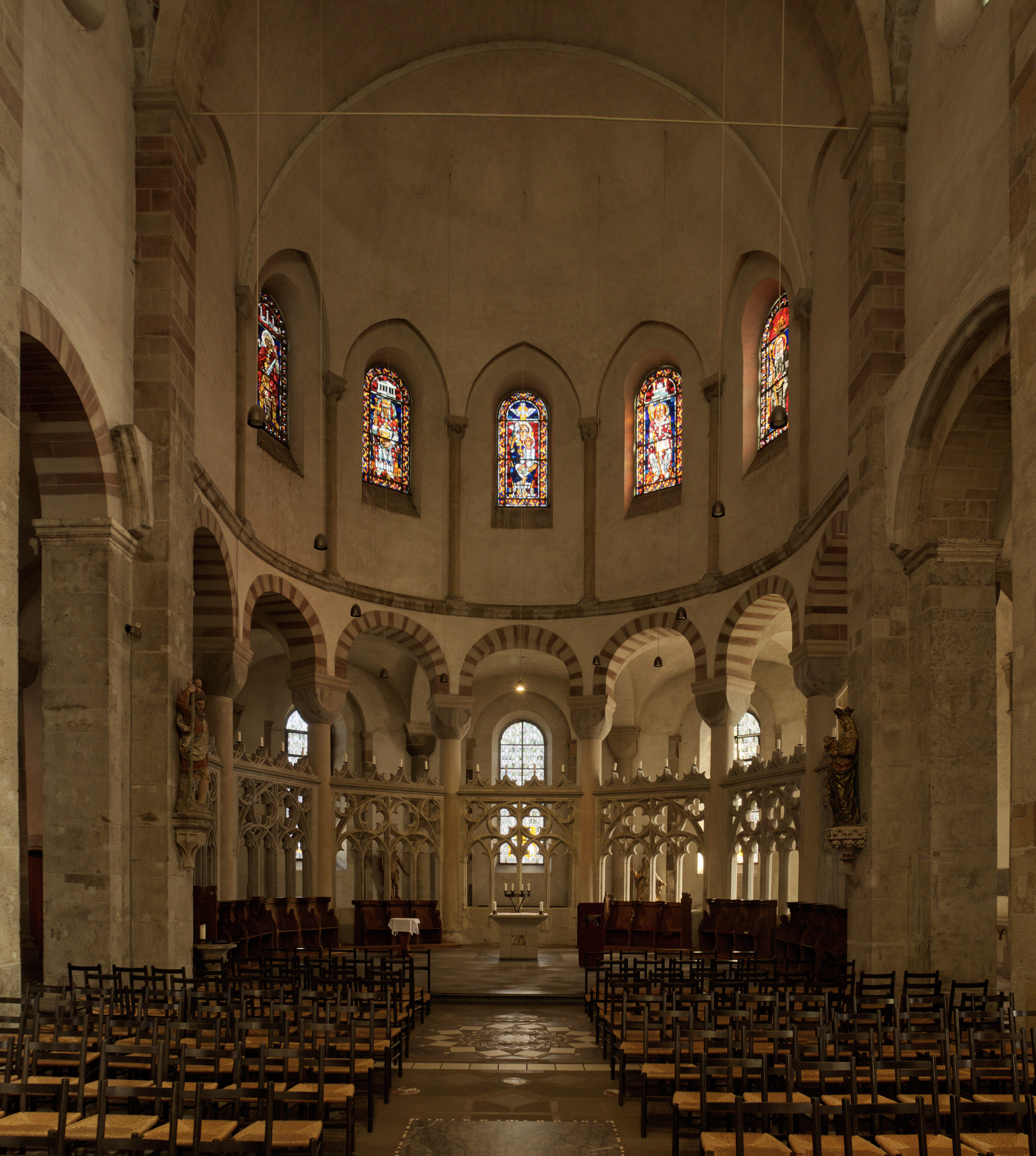
St. Maria im Kapitol, Köln (Benediktinerinnen-Kloster um 960, Damenstift ab dem 12. Jh.)

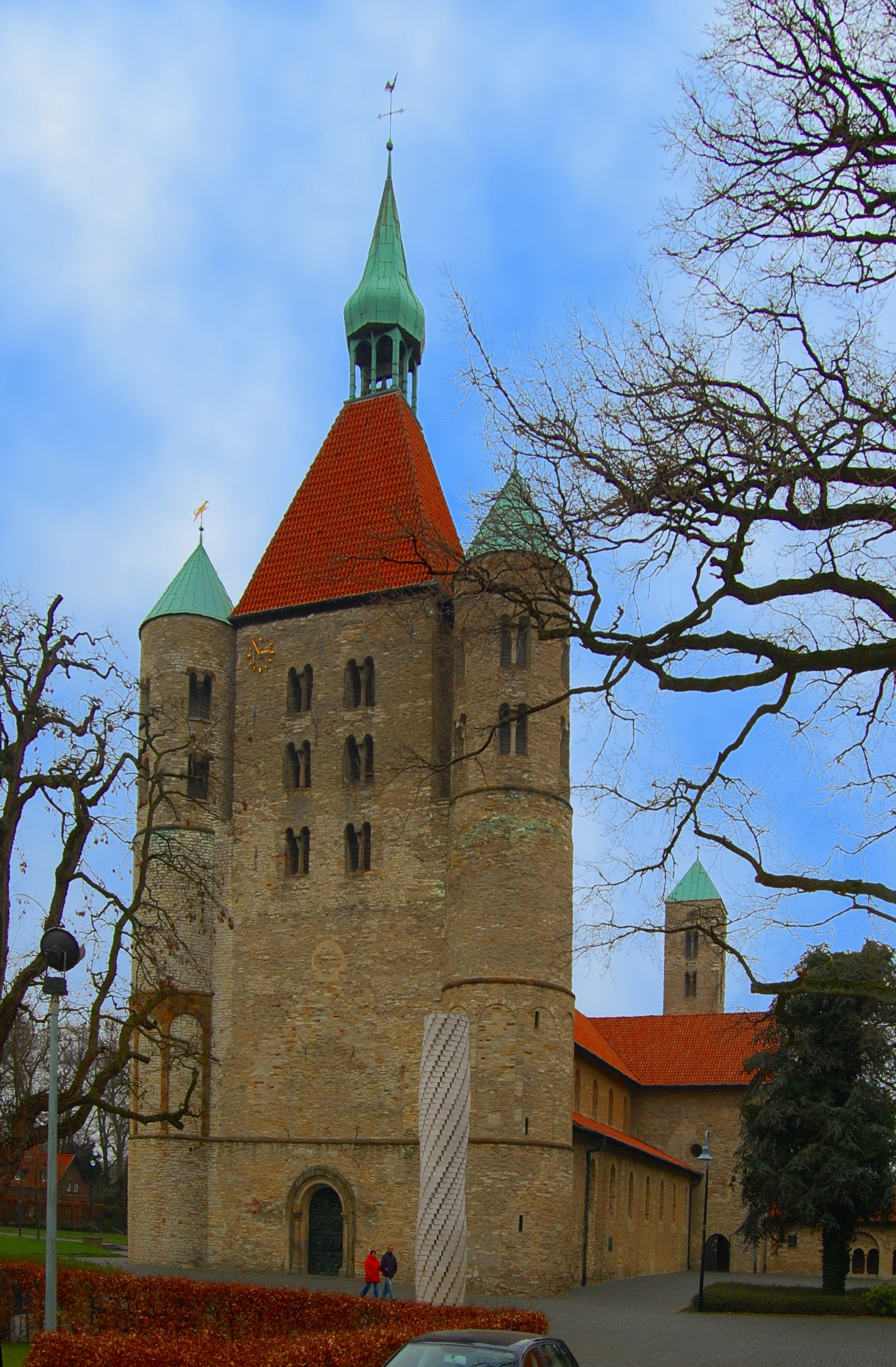
Westwerk des Stifts St. Bonifatius (Freckenhorst), gegründet 854

Zu den der ältesten Frauenstiften gehörten z. B. das Frauenstift Nonnberg in Salzburg (711/12), das Frauenstift Niedernburg in Passau (739/772), Frauenwörth (782), in Westfalen das Kloster Böddeken im Hochstift Paderborn (836), das zwischen 804 und 860 gegründete Stift Meschede, St. Bonifatius (Freckenhorst) (854) sowie das 889 gegründete Stift Metelen.
Im Mittelalter und der frühen Neuzeit waren die Frauenstifte wichtige Zentren, um (vorläufig oder endgültig) unverheiratete adlige Frauen und Witwen zu versorgen (siehe: Wirtschaftliche Grundlagen des deutschen Adels). Die Stiftsdamen waren häufig gelehrt und verrichteten kunstfertige Handarbeiten.
Der Reformation kam einerseits die Neugründung des sich der weiblichen Erziehung widmenden Ursulinenordens entgegen, während andererseits die Tradition weltlicher Kanonissen bewahrt wurde. Die Häuser der Diakonissen gehen teilweise auf diese Tradition zurück. Viele Frauenklöster wandelten sich in der Reformationszeit auch in weltliche Kanonissenstifte um, um der Auflösung zu entgehen.
Heute gibt es nur noch vereinzelte Frauenstifte. In Deutschland sind die Lüneklöster (siehe unten: Evangelische Damenstifte) oder Schloss Ehreshoven (seit 1924 Damenstift der Rheinischen Ritterschaft) bekannte Beispiele. Ferner gibt es Stifte beispielsweise in Salles-Arbuissonnas-en-Beaujolais (Rhône), in Maubeuge, in Remiremont, in Épinal, in Bouxières-aux-Dames (bei Nancy), in Montfleury (bei Dijon) und in Mons (Belgien).
Außerhalb Deutschlands liegt heute das ehemalige Reichsstift Thorn (jetzt Niederlande) und das ehemals reichsunmittelbare adlige Damenstift Kloster Schänis in der Schweiz.
Zur Geschichte der Frauenstifte siehe auch Sanktimoniale.

## Gemischt-konfessionelle Stifte
Gewissermaßen als Übergang zwischen den katholischen und den evangelischen Damenstiften entstanden im konfessionell zersplitterten Westfalen die freiweltlichen Damenstifte aus ehemaligen katholischen Stiften und Frauenklöstern. Die Stifte nahmen sowohl evangelische als auch katholische Frauen auf. Nach 1648 kamen teilweise auch Calvinistinnen hinzu. In diesen Einrichtungen waren die Präbenden nach einem bestimmten Schlüssel auf die verschiedenen Konfessionen aufgeteilt. Im Stift Schildesche gab es je sechs Präbenden für Katholiken, Lutheraner und Calvinisten. Die Leitung hatte eine Äbtissin. Dabei wurde diese im Wechsel von jeder der beteiligten Konfessionen gestellt. Ein Gelübde bestand nicht und jede Stiftsdame behielt zumeist ihr Vermögen. Insgesamt entstanden in den protestantisch gewordenen Territorien Westfalens etwa zwanzig derartige Einrichtungen zur Versorgung von Töchtern aus Adels- und Patrizierfamilien. Teilweise bestanden katholische Traditionen fort. So trugen die Damen im Stift Cappel weiterhin einen Habit.

## Evangelische Damenstifte in Deutschland

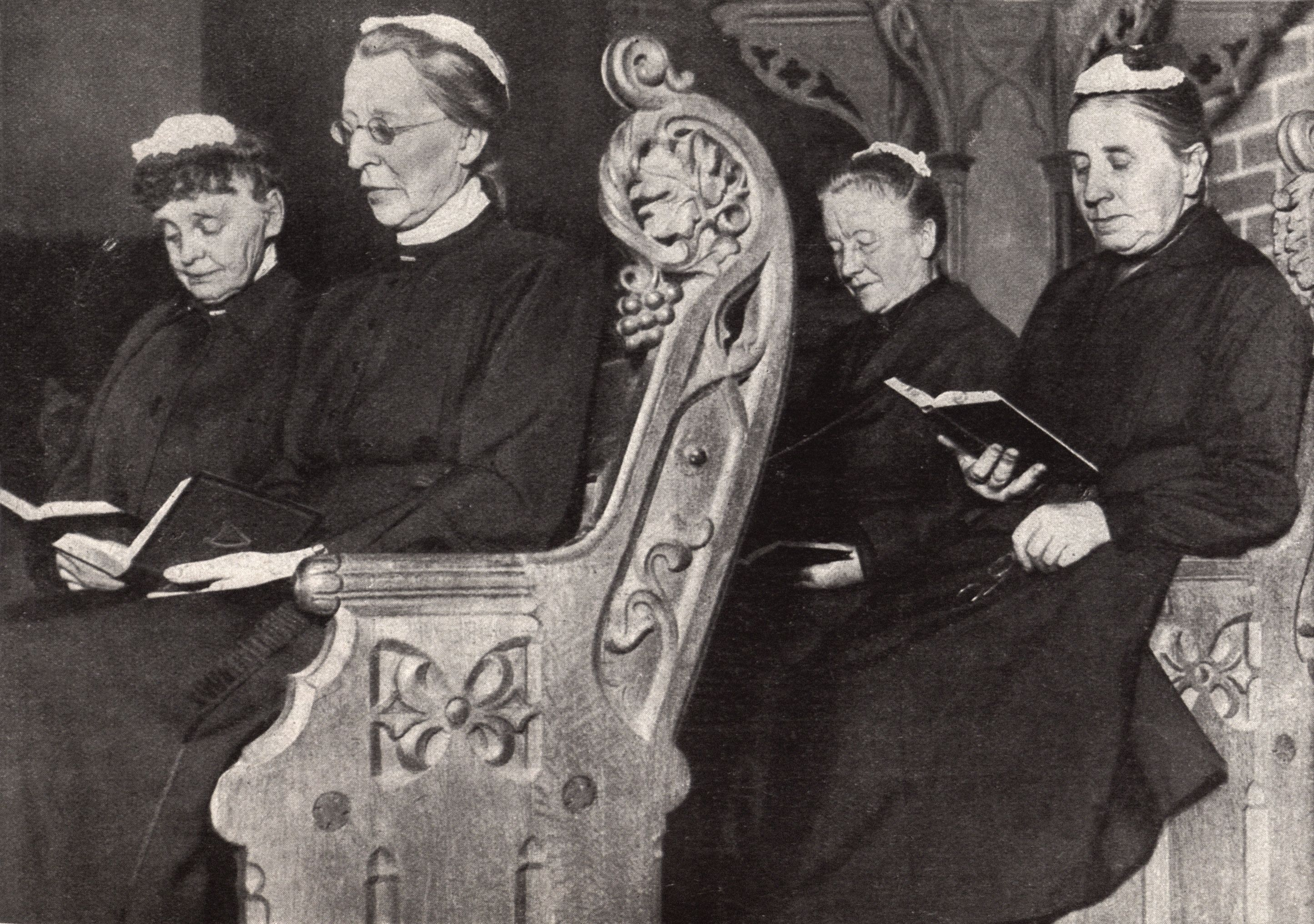
Konventualinnen im Kloster Dobbertin bei der Andacht (1923)

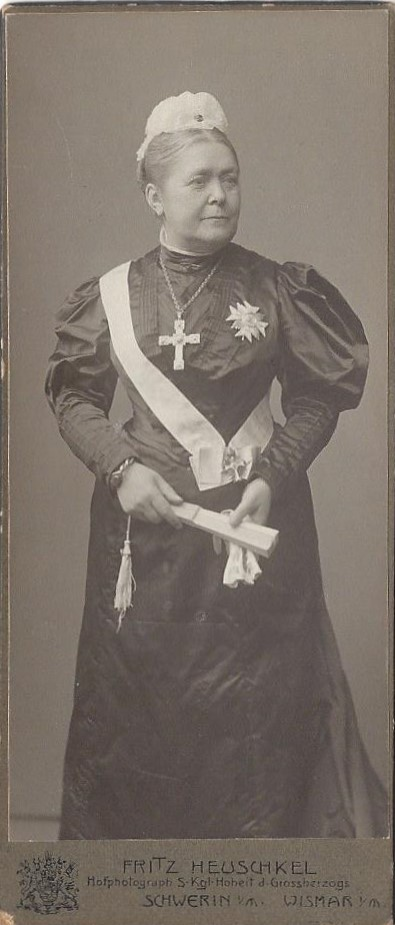
Domina Auguste von Bassewitz als Vorsteherin des Dobbertiner Konvents (1925)

Eine besondere Gruppe sind die evangelischen Damenstifte (auch „Fräuleinstifte“) in Schleswig-Holstein und Niedersachsen:
Die Schleswig-Holsteinische Ritterschaft unterhält heute die Adeligen Damenstifte Kloster Preetz, Kloster Itzehoe, St.-Johannis-Kloster vor Schleswig, und Kloster Uetersen. Die Bremische Ritterschaft unterhält das Kloster Neuenwalde.
Zum Allgemeinen Hannoverschen Klosterfonds, einer Stiftung öffentlichen Rechts, gehören die Calenberger Klöster: Barsinghausen, Mariensee, Marienwerder, Wennigsen und Wülfinghausen. Der Allgemeine Hannoversche Klosterfonds wird durch die Klosterkammer Hannover verwaltet. Das Schwesternhaus in der Meterstraße in Hannover war ein erst Mitte des 19. Jahrhunderts gegründetes Frauenstift.
Die sogenannten Lüneburger Klöster Ebstorf, Isenhagen, Lüne, Medingen, Walsrode und Wienhausen blieben dagegen jeweils als Körperschaften öffentlichen Rechts rechtlich selbständig, werden aber seit 1963 im Wesentlichen aus dem Allgemeinen Hannoverschen Klosterfonds finanziert und stehen unter der Rechtsaufsicht des Präsidenten der Klosterkammer. Daneben gibt es in Niedersachsen noch die fünf freien Stifte: Stift Börstel, Stift Bassum, Stift Fischbeck, und Stift Obernkirchen. Diese stehen ausschließlich unter der Rechtsaufsicht des Präsidenten der Klosterkammer, werden aber nicht von der Klosterkammer finanziert.
Der Braunschweigische Vereinigte Kloster- und Studienfonds, seit 2004 unter dem Dach der Stiftung Braunschweigischer Kulturbesitz, betreibt das Kloster Marienberg (Helmstedt), einen ehemaligen Augustiner-Chorfrauen-Konvent, seit 1569 bis heute evangelisches Damenstift.
In Mecklenburg wurden nach der Reformation 1572 die Klöster Dobbertin, Malchow und Ribnitz in Damenstifte zur christlich, ehrbaren Auferziehung inländischer Jungfrauen, so sie sich darin zu begeben Lust hätten umgewandelt. Die drei Landesklöster dienten nun zur Versorgung unverheirateter Töchter von Ritterschaft und Landschaft. Während der Novemberrevolution wurde am 18. November 1918 das Klosteramt Dobbertin mit seinem gesamten Vermögen und den Besitzungen dem neuen Freistaat Mecklenburg-Schwerin unterstellt. Die Konventualinnen konnten bis zu ihrem Lebensende weiter im Damenstift bleiben. Nach § 75 der Verfassung des Freistaates Mecklenburg-Schwerin vom 17. Mai 1920 war die Entscheidung nicht mehr anfechtbar.
In Brandenburg entstanden im 13. Jahrhundert verschiedene Frauenstifte in Anlehnung an den Zisterzienserorden, die allerdings in der Regel keine Aufnahme in den Orden fanden. Sie gehörten nicht zu Filiationen von Zisterzienserinnen-Mutterklöstern, sondern gingen in der Mehrzahl auf Stiftungen des ortsansässigen Adels zurück. Die Prignitzer Familie Gans zu Putlitz gründete 1231 beispielsweise das Frauenkloster Marienfließ, das heute noch als „Stift Marienfließ“ besteht und sich in der diakonischen Altenfürsorge engagiert. Ferner bestanden das brandenburgische Kloster Stift zum Heiligengrabe bis 1945 und das Kloster Drübeck (Provinz Sachsen, heute Sachsen-Anhalt) bis 1946 als Damenstifte.
In Barth in Schwedisch-Pommern wurde 1733 das Adlige Fräuleinstift Barth gestiftet, das bis 1948 bestand.
Zu den heute weniger bekannten Einrichtungen gehören die ehemaligen evangelischen adligen Frauenstifte Mitteldeutschlands, beispielsweise in den einstigen Herrschaftsgebieten der Wettiner. Diese gingen nicht auf mittelalterliche Klöster zurück, sondern waren reine Neugründungen der Frühen Neuzeit oder des 19. und 20. Jahrhunderts. Zu den wichtigsten Häusern zählen das 1705 eingeweihte Magdalenenstift im thüringischen Altenburg und das 1728 eröffnete Stift Joachimstein in Radmeritz bei Görlitz. Beide Stifte existieren in ihrer einstigen Funktion nicht mehr. Während in Altenburg jedoch noch heute vielfältige diakonische Aufgaben im Rahmen eines Sozialzentrums wahrgenommen werden, überlebte das Oberlausitzer Stift Joachimstein das Ende des Zweiten Weltkrieges nicht. Weitere Frauenstifte bestanden etwa in Wasungen, Dresden, Großkromsdorf und Löbichau.
Auch in Regensburg gab es in der Zeit nach der Reformation ein protestantisches Frauenstift, das der vom protestantischen Stadtrat übernommenen Oswaldkirche unmittelbar benachbart war.

## Bilder

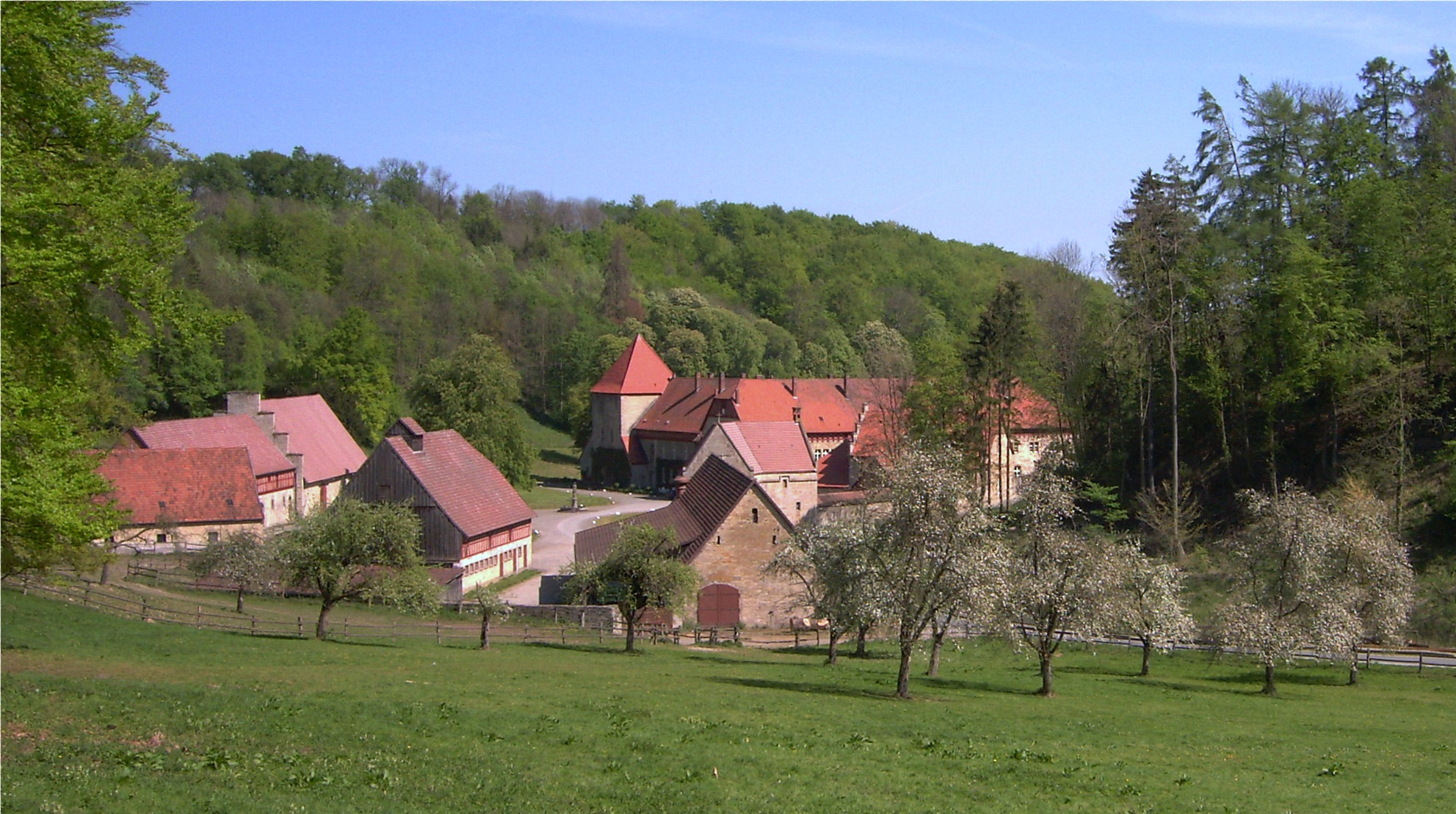
Stift Böddeken
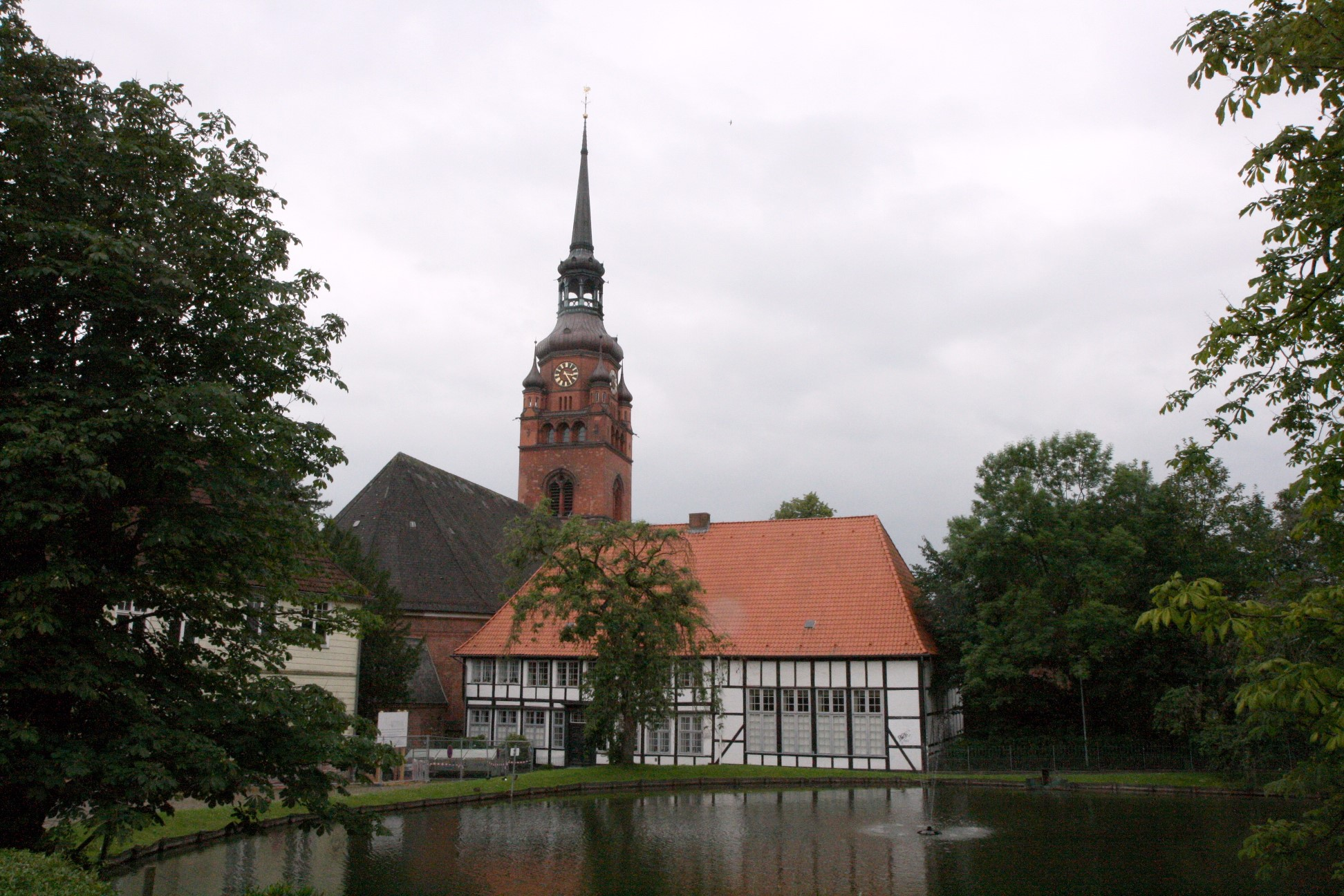
Kloster Itzehoe
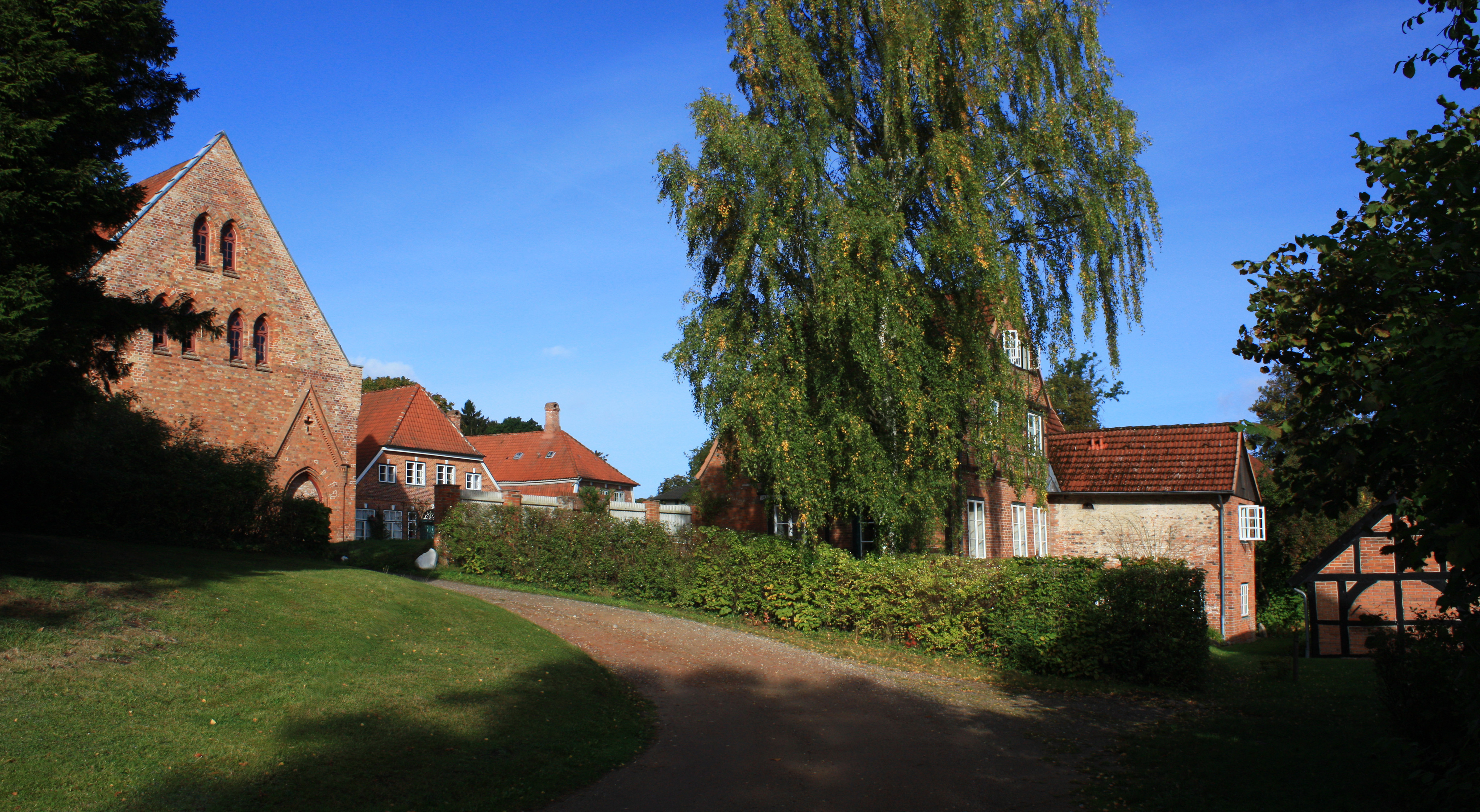
Kloster Preetz: Konventgebäude (links) und Häuser der Konventualinnen
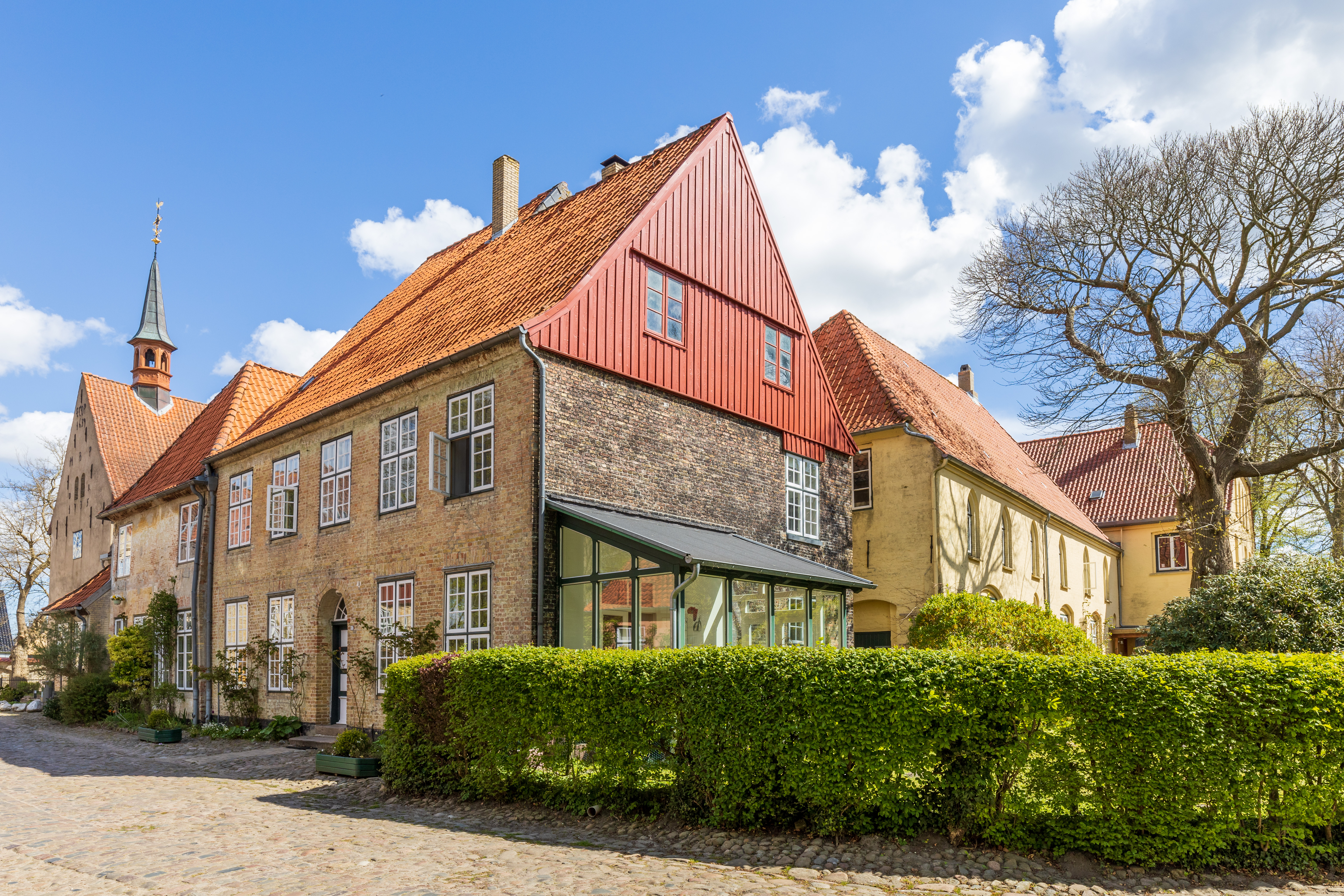
St.-Johannis-Kloster vor Schleswig
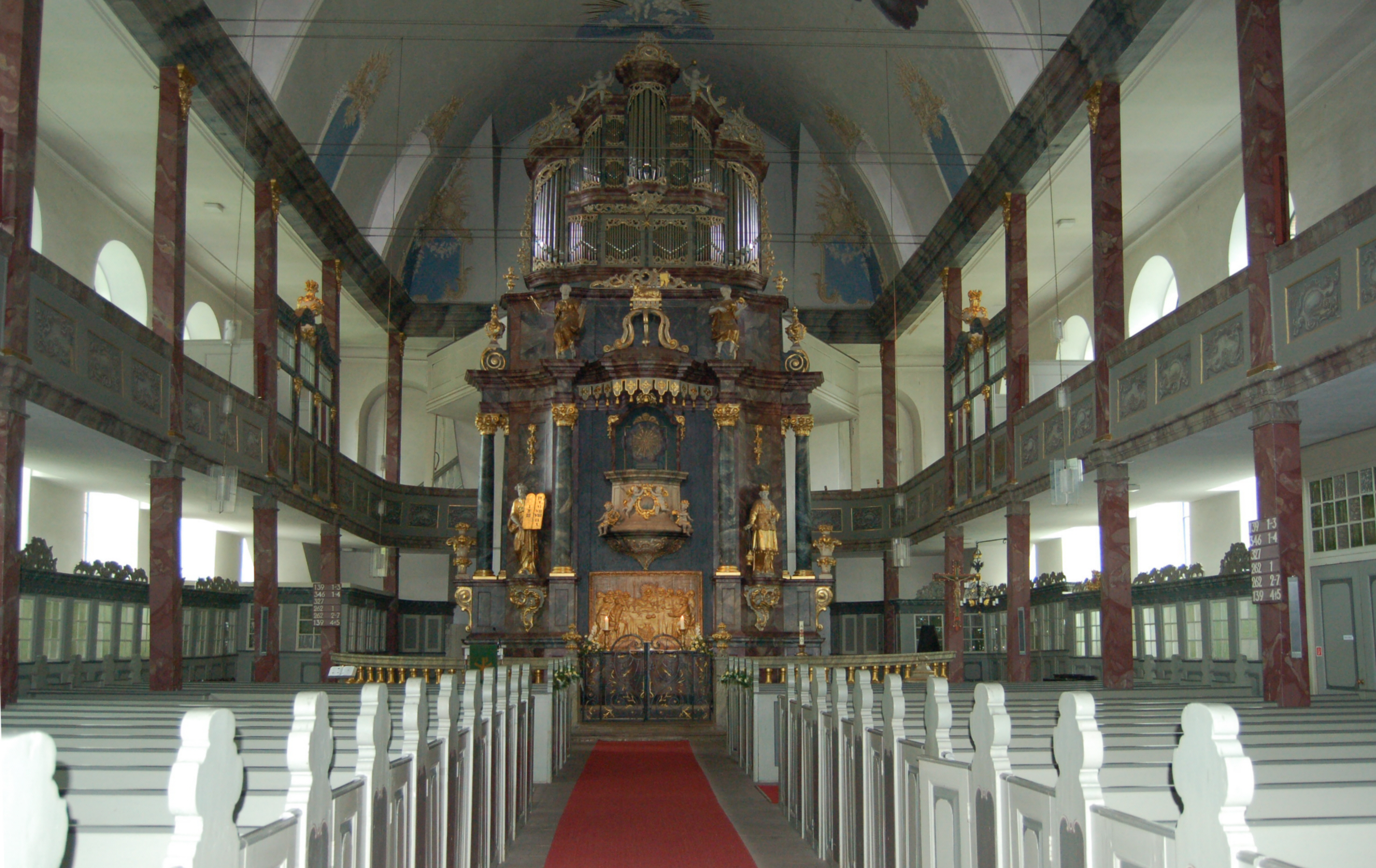
Kloster Uetersen: Emporen der Stiftsdamen in der Kirche
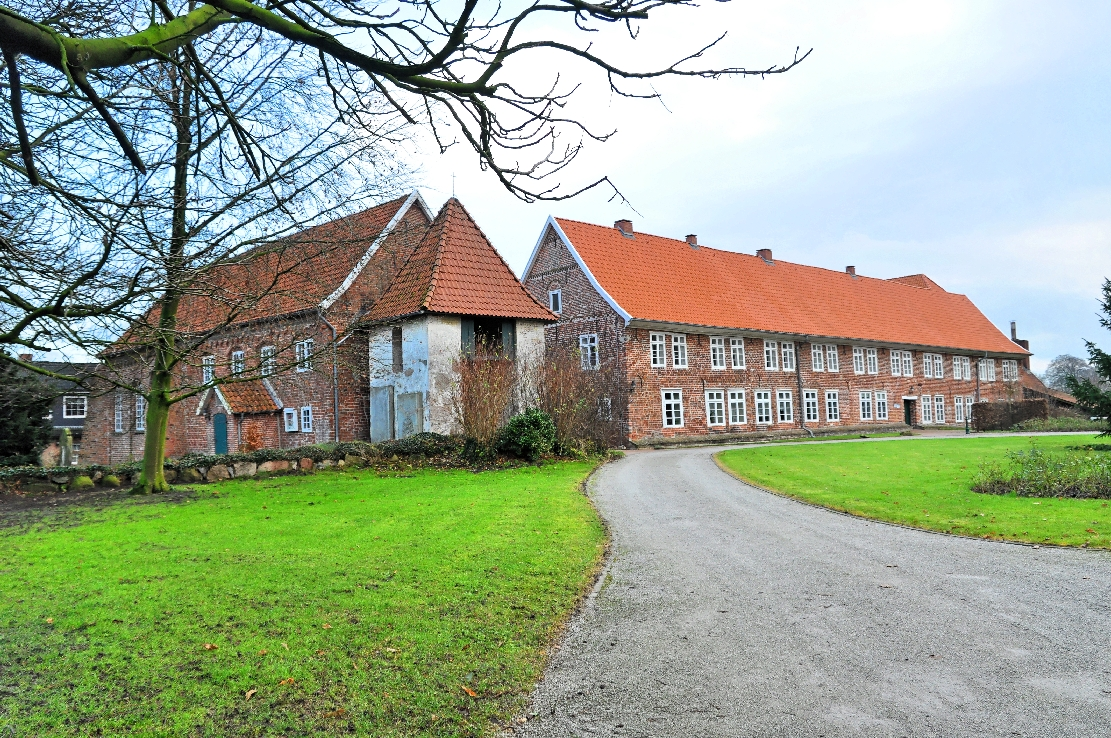
Kloster Neuenwalde
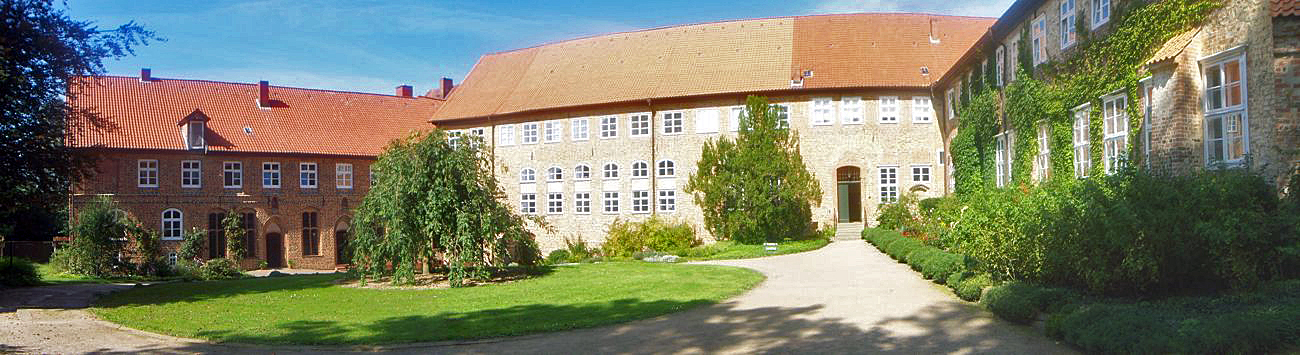
Stift Kloster Ebstorf
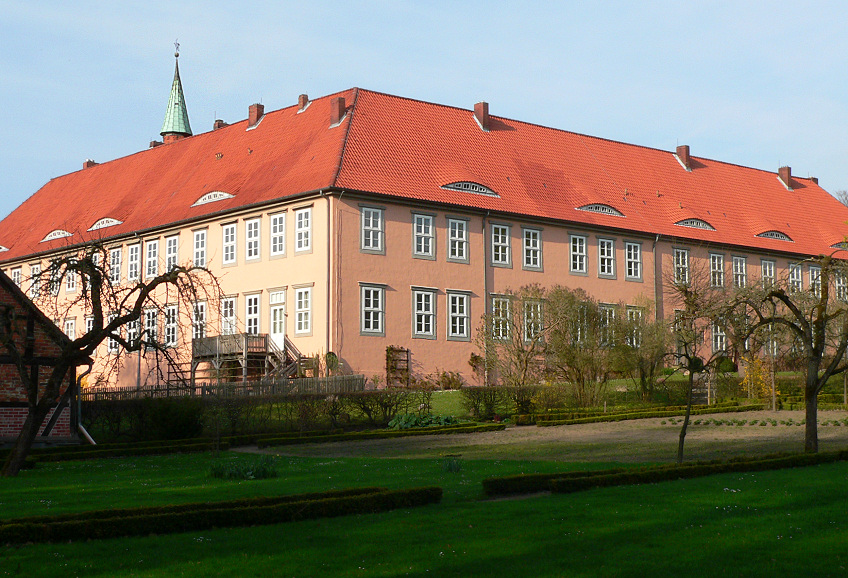
Kloster Isenhagen
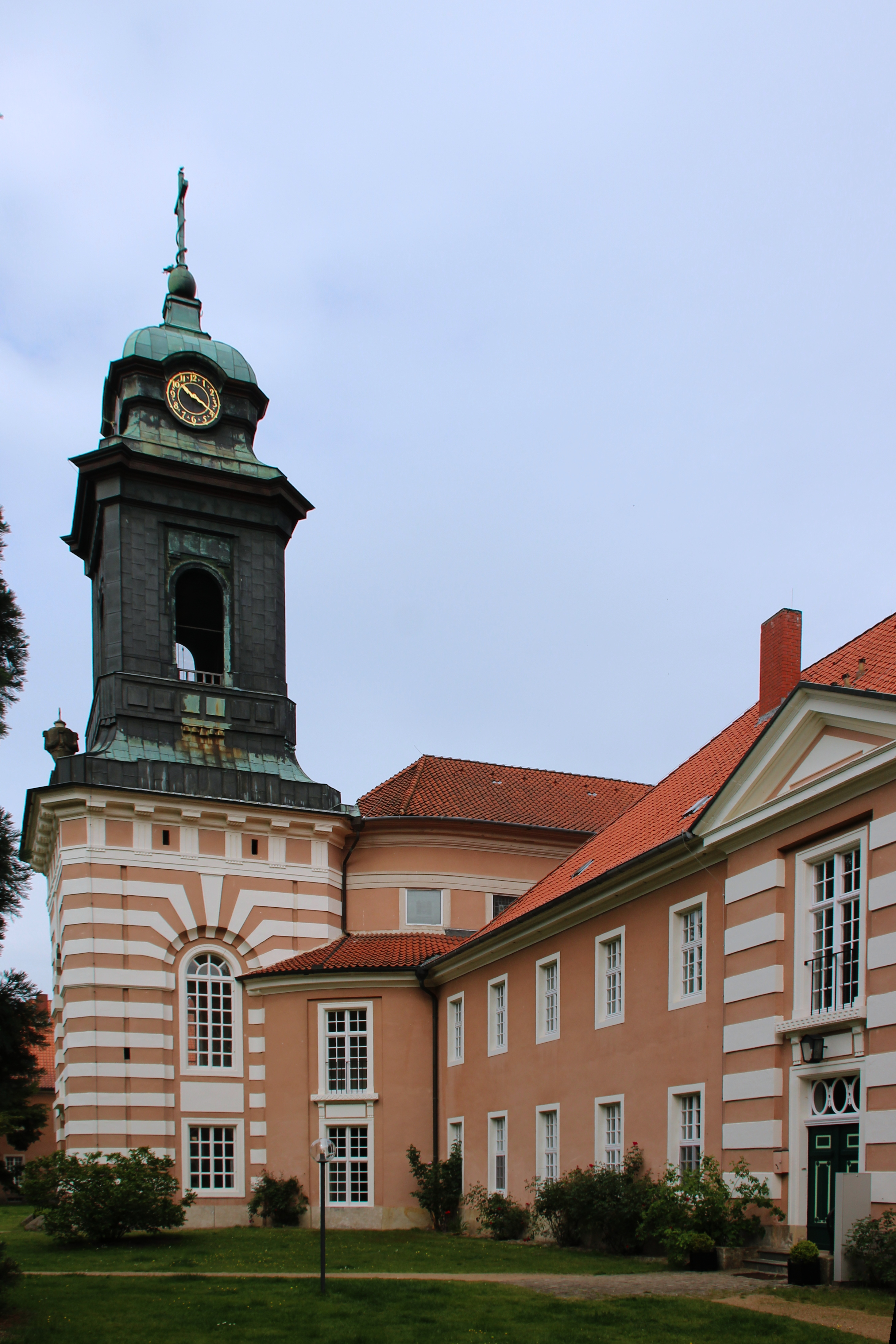
Kloster Medingen
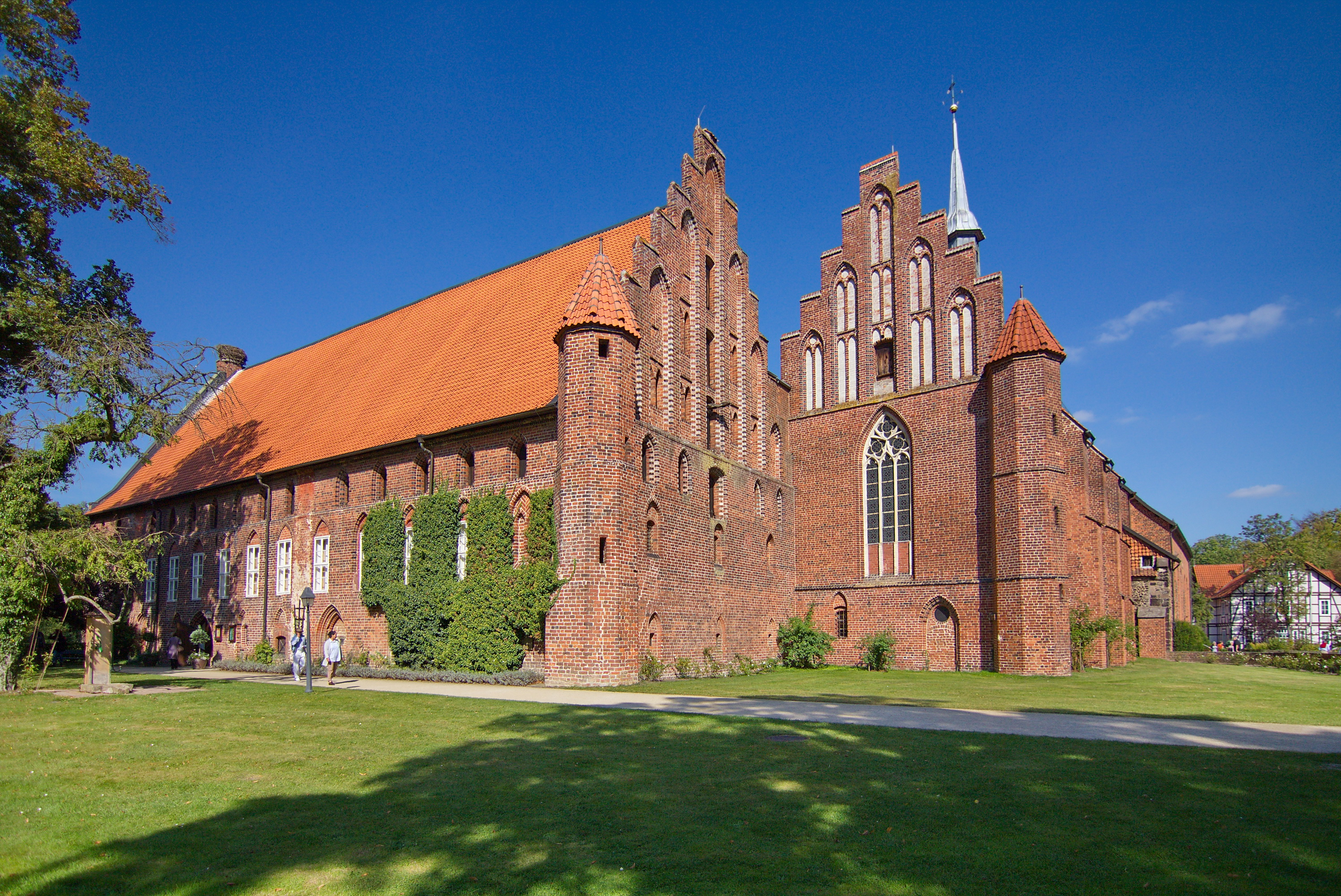
Kloster Wienhausen
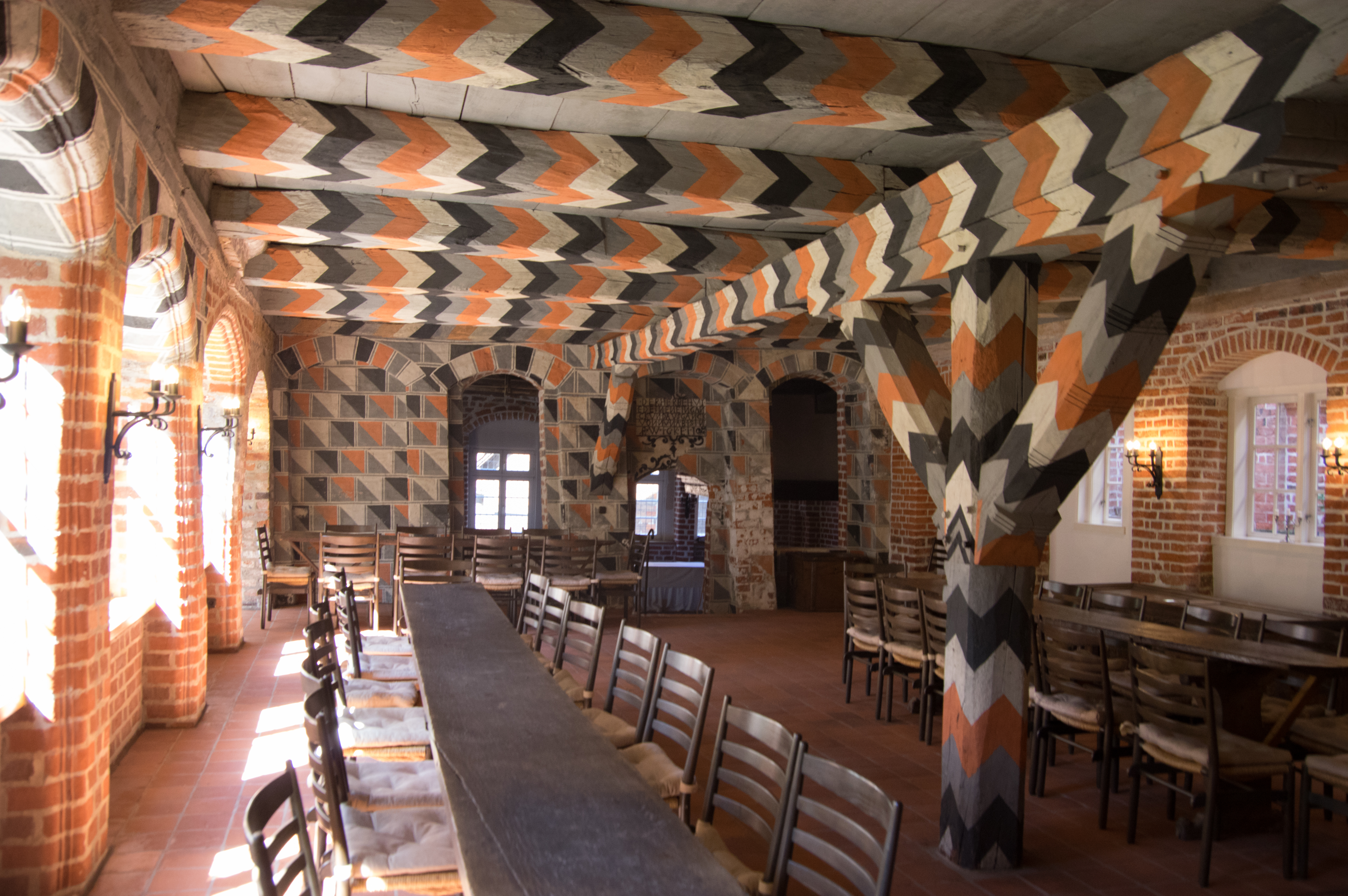
Sommerrefektorium (Remter) des Klosters Lüne
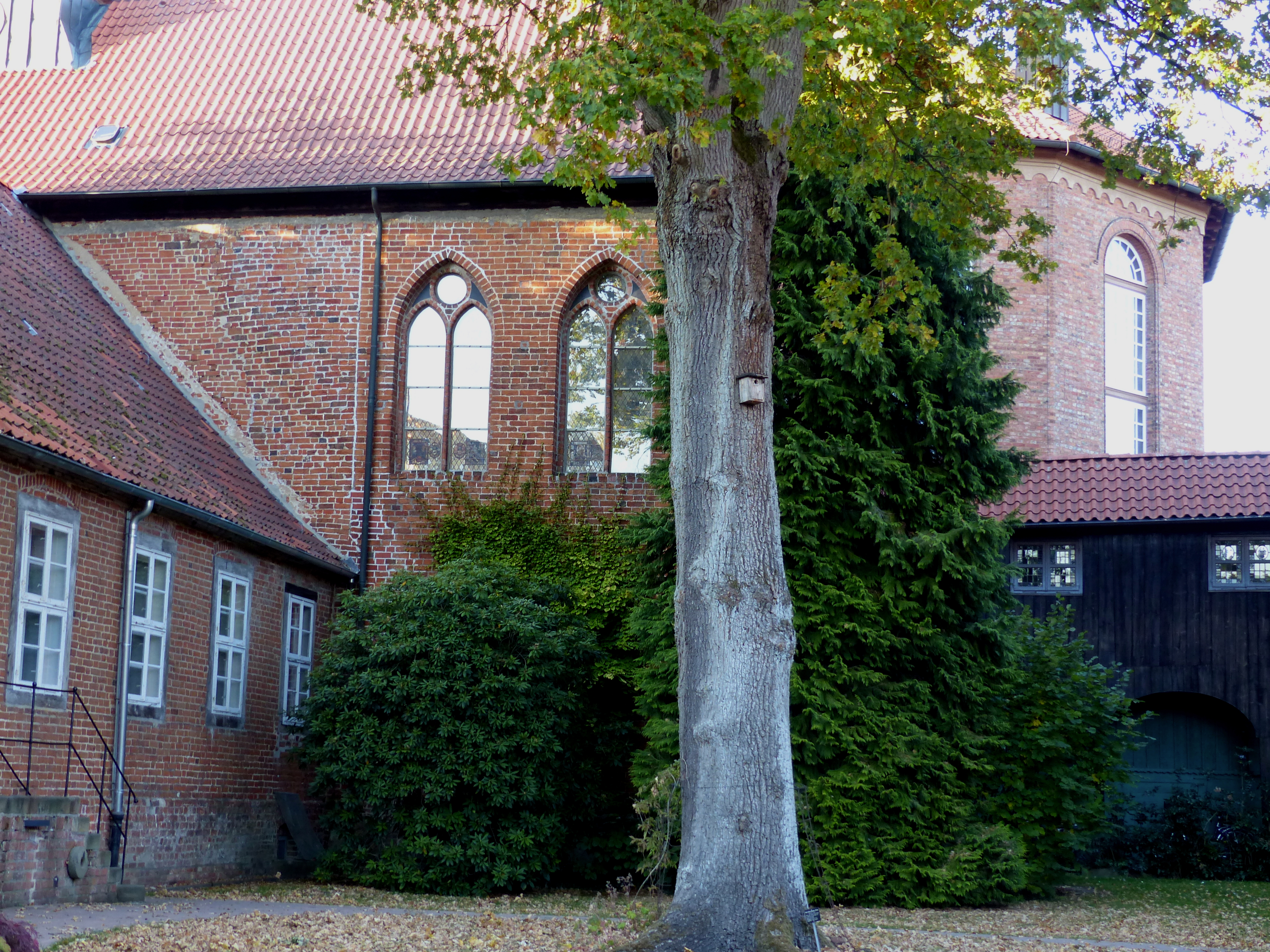
Kloster Walsrode
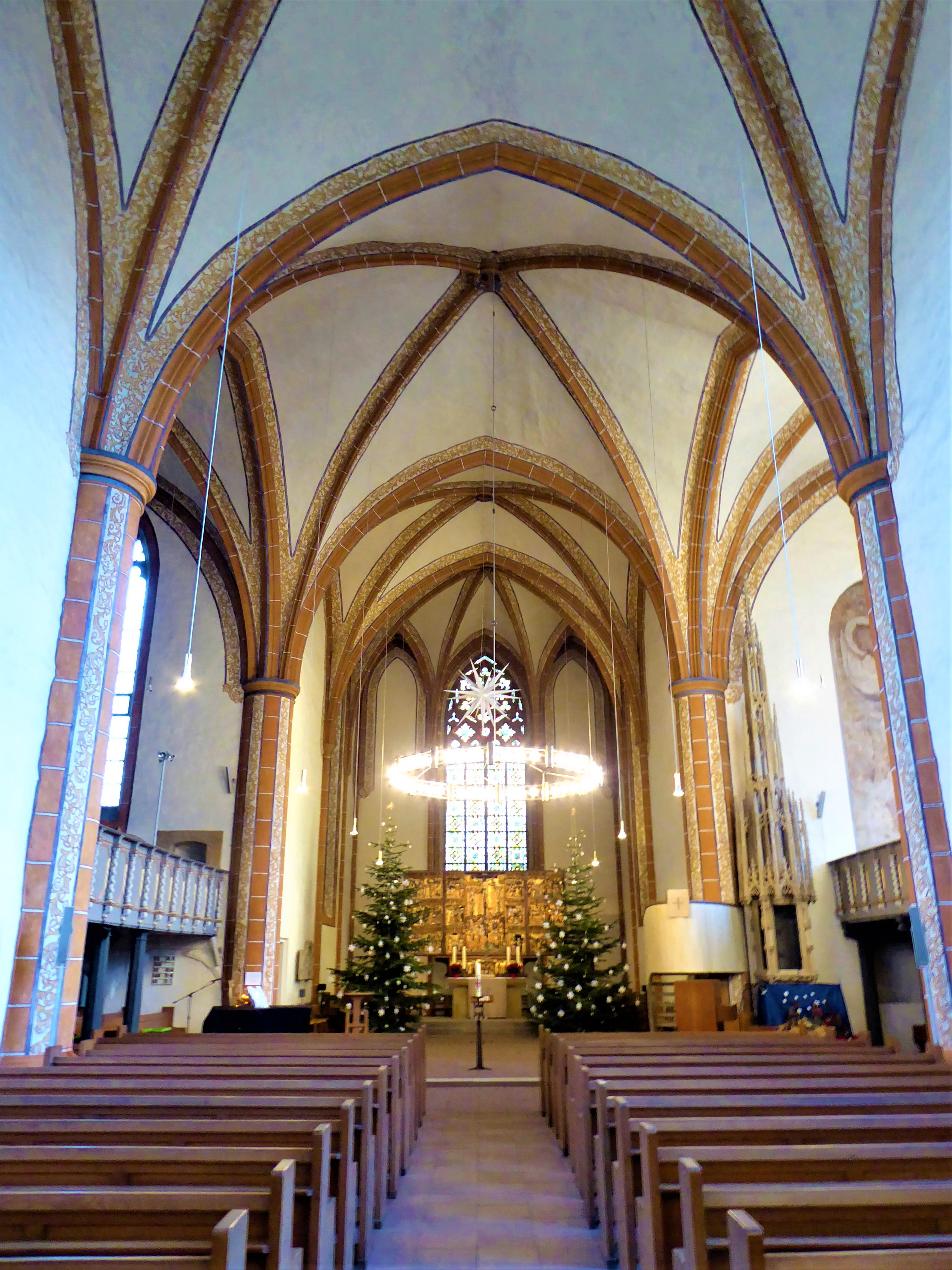
Stift Schildesche, Stiftskirche
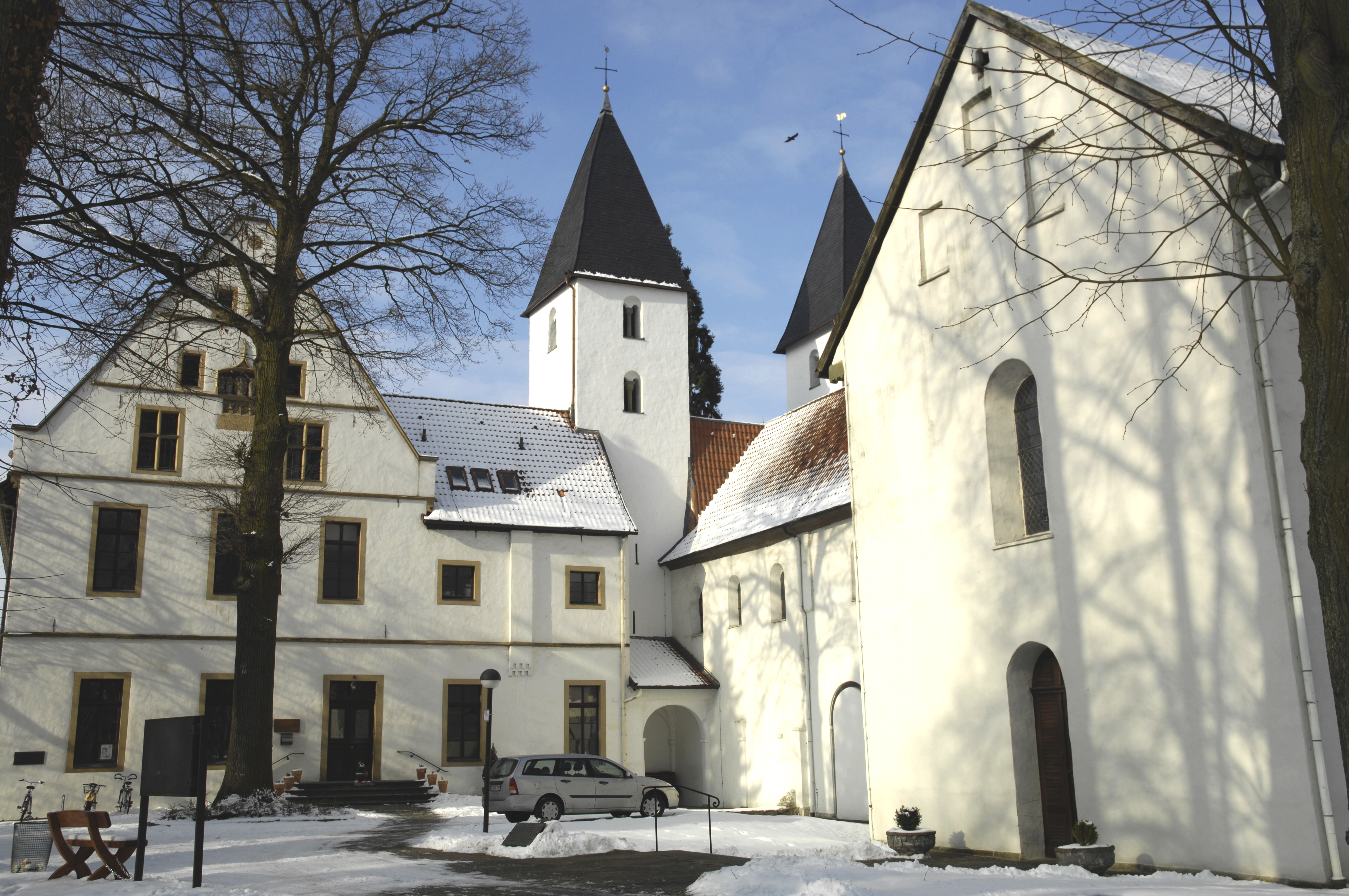
Stift Cappel
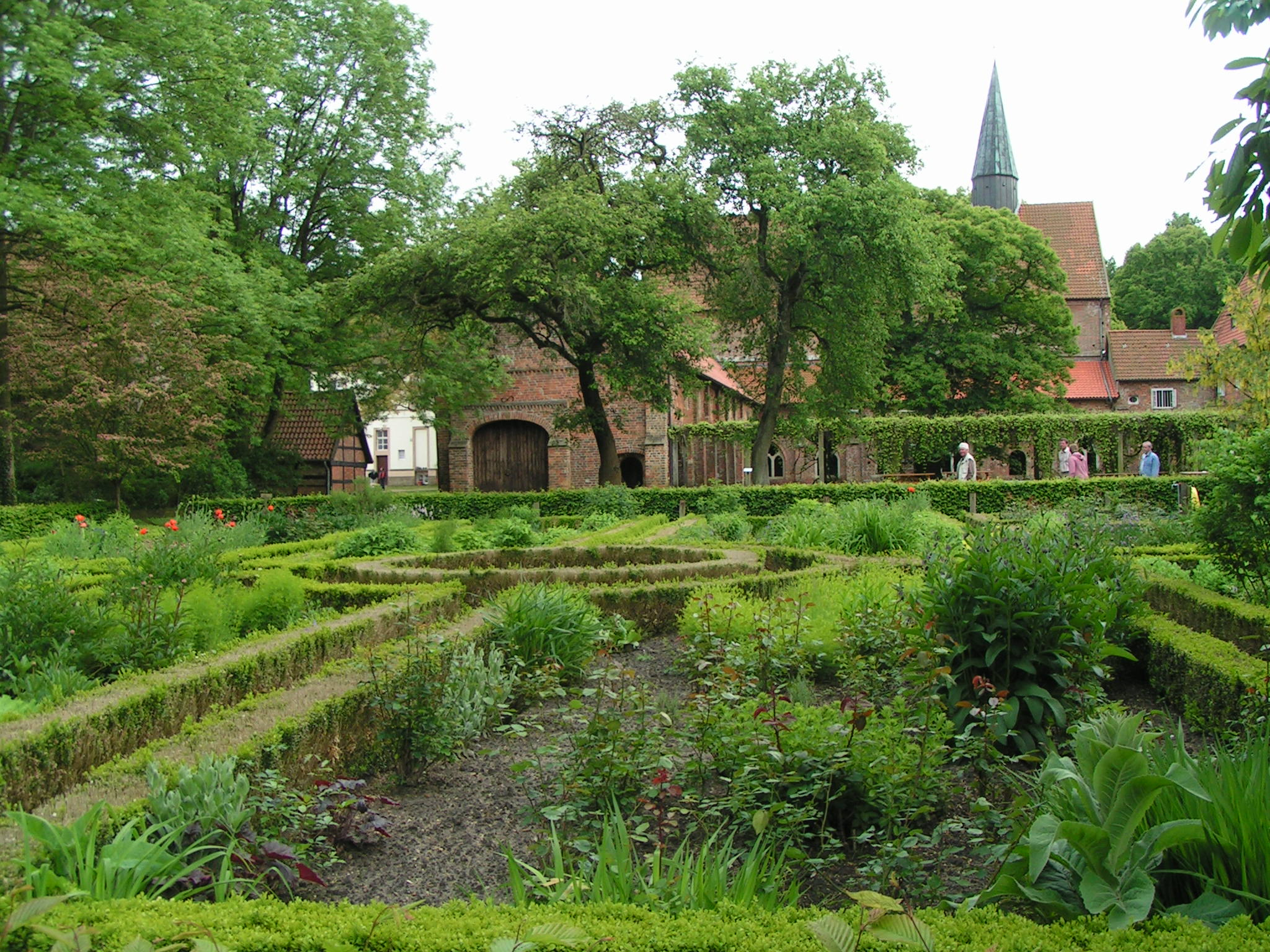
Stift Börstel
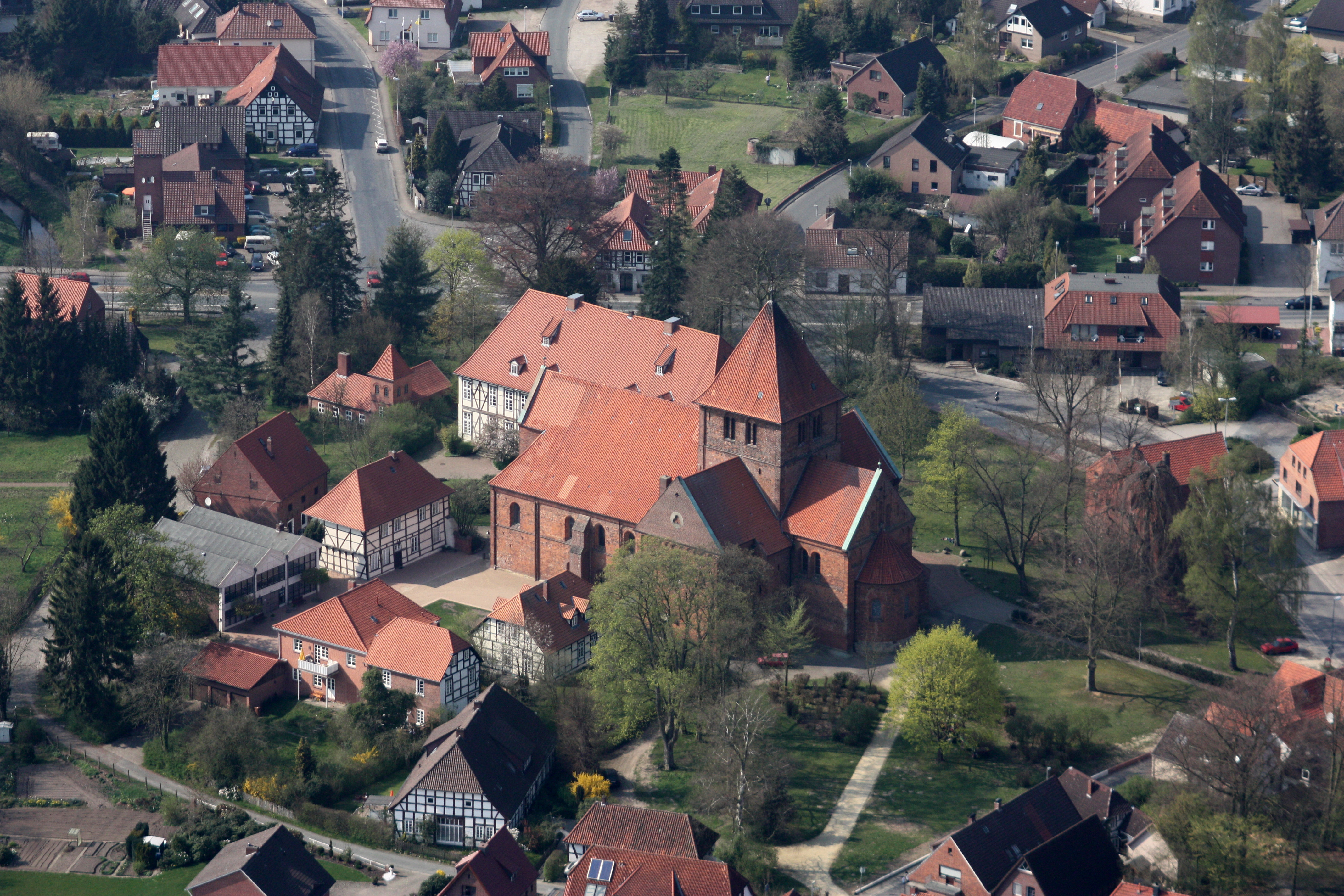
Stift Bassum
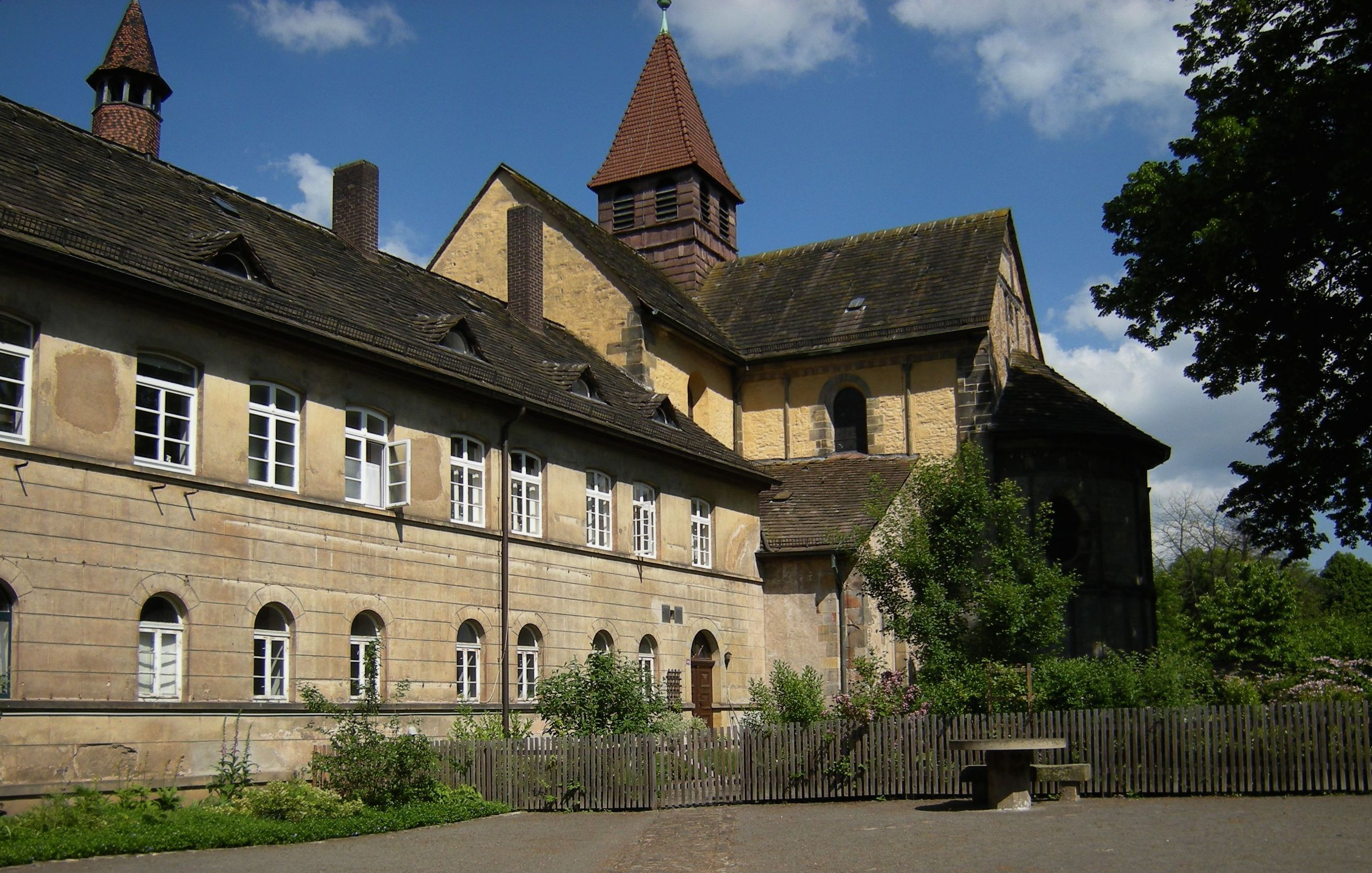
Stift Fischbeck
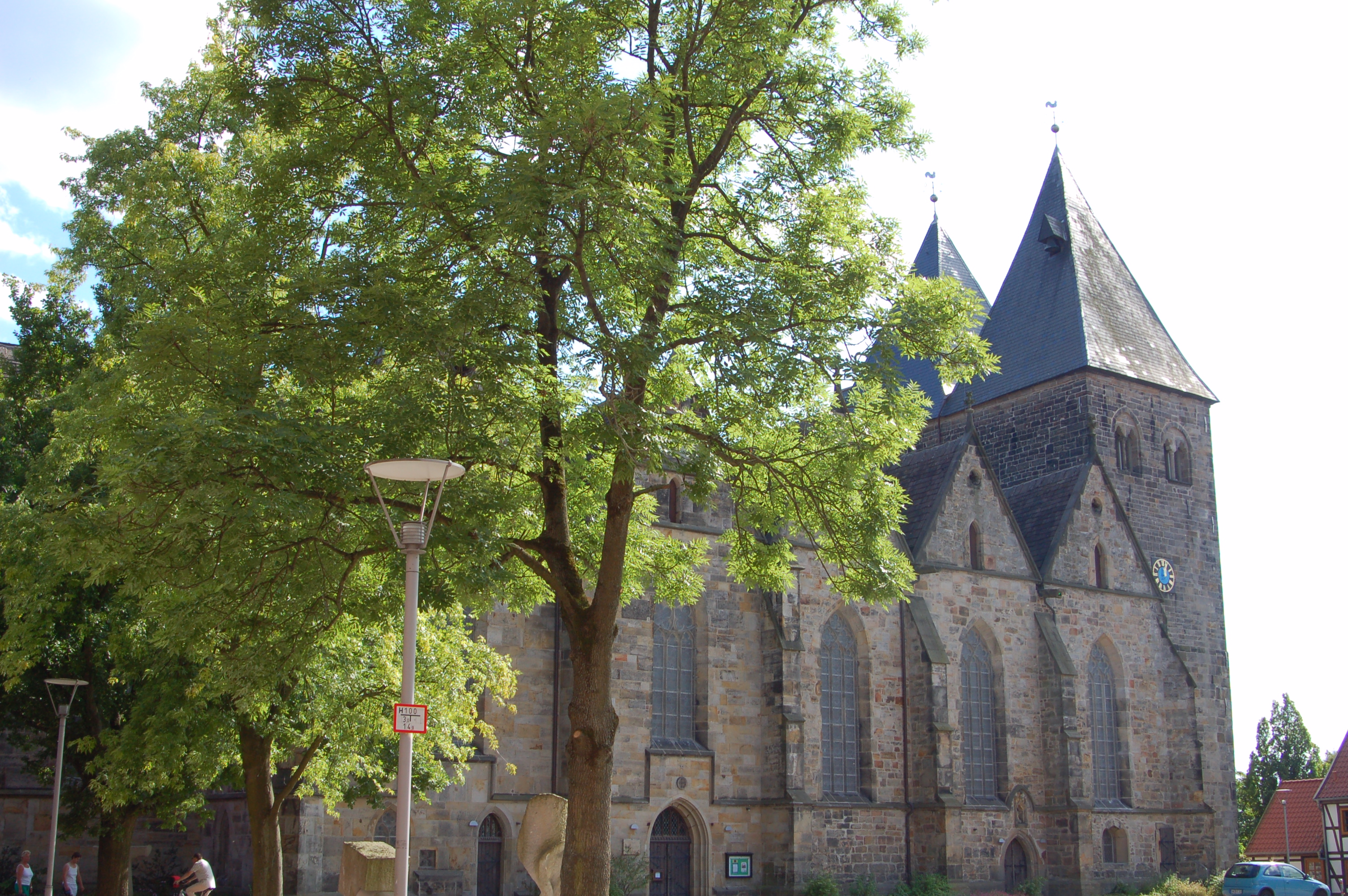
Stift Obernkirchen
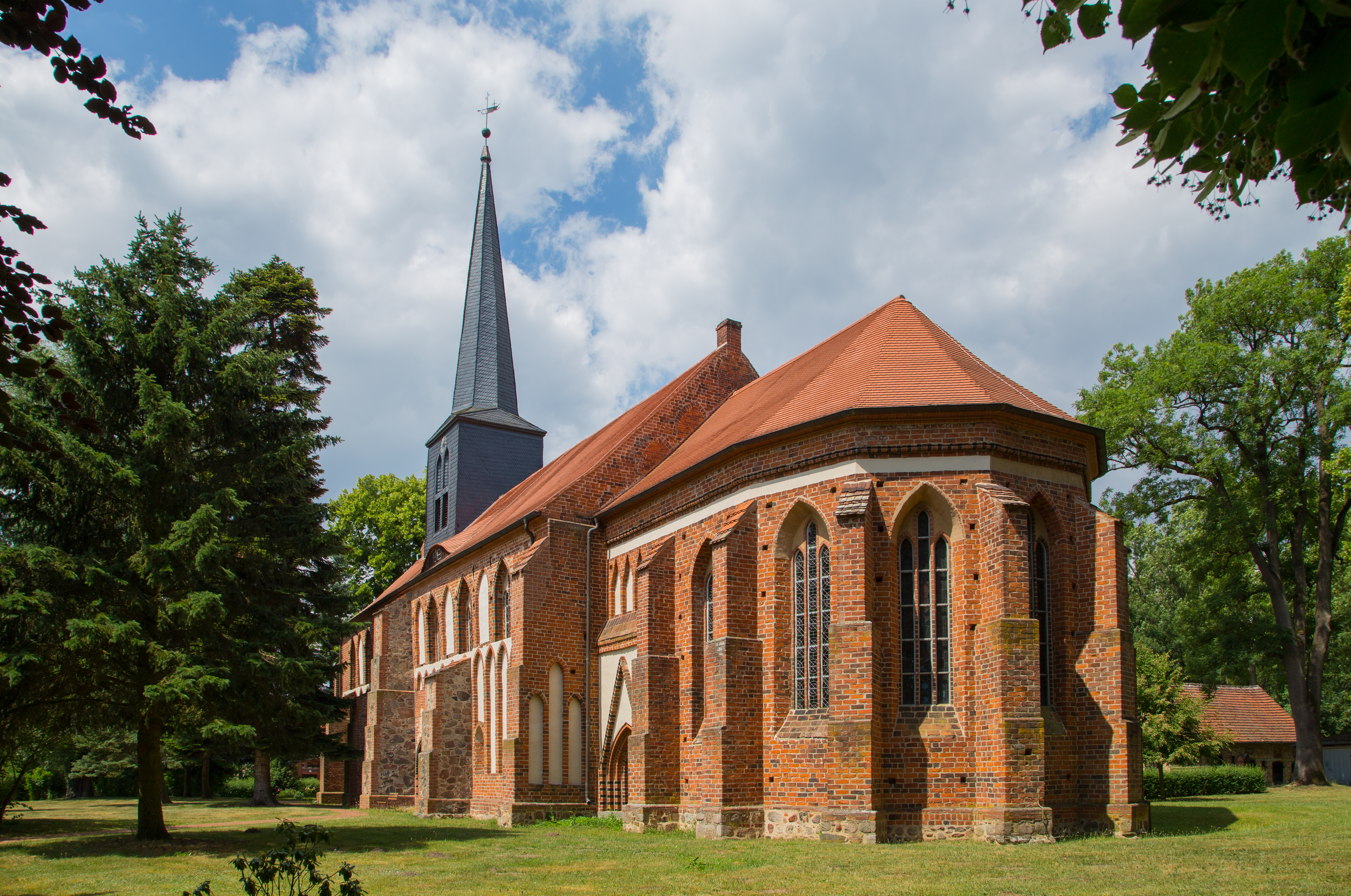
Kloster Marienfließ (Prignitz)
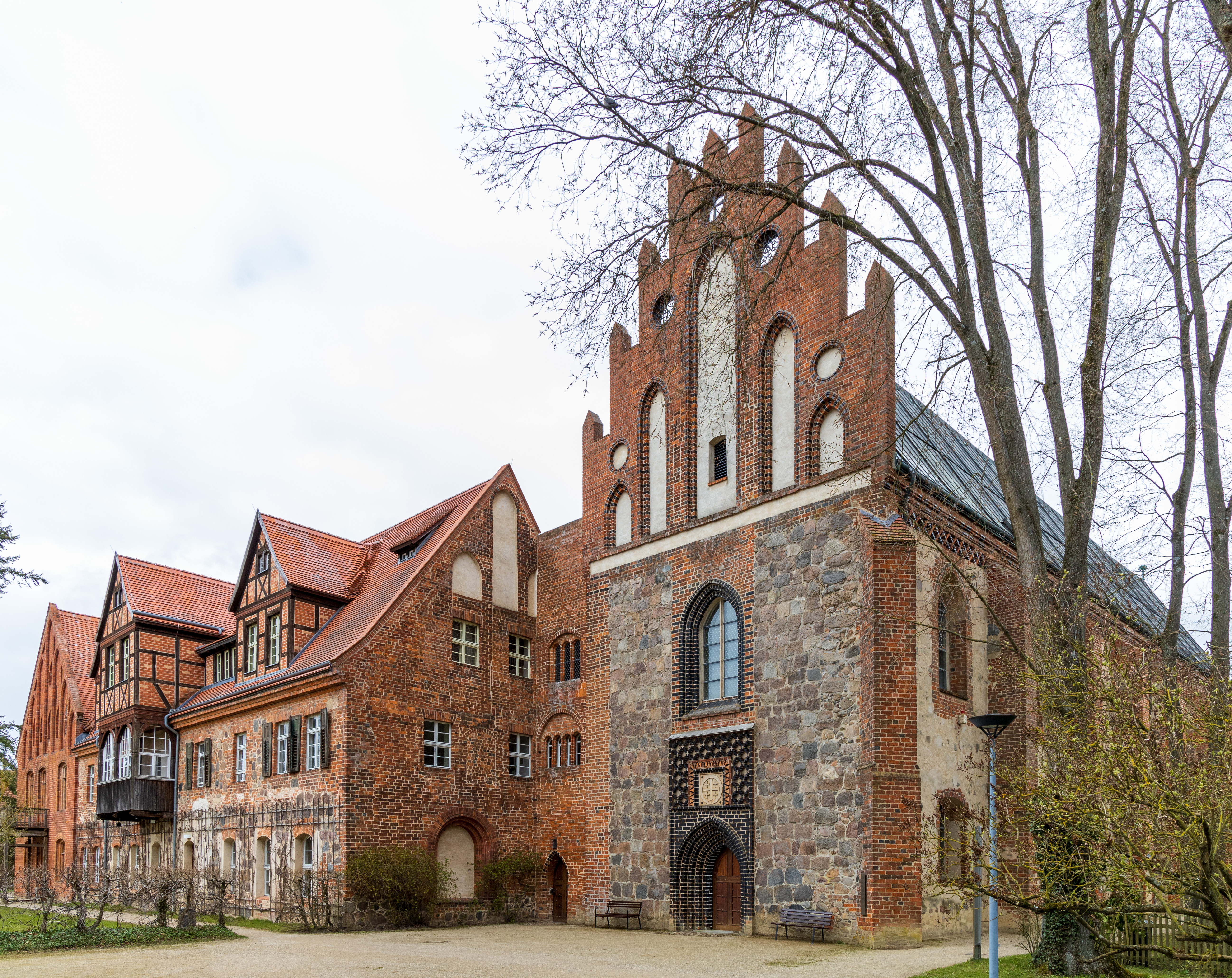
Kloster Stift zum Heiligengrabe
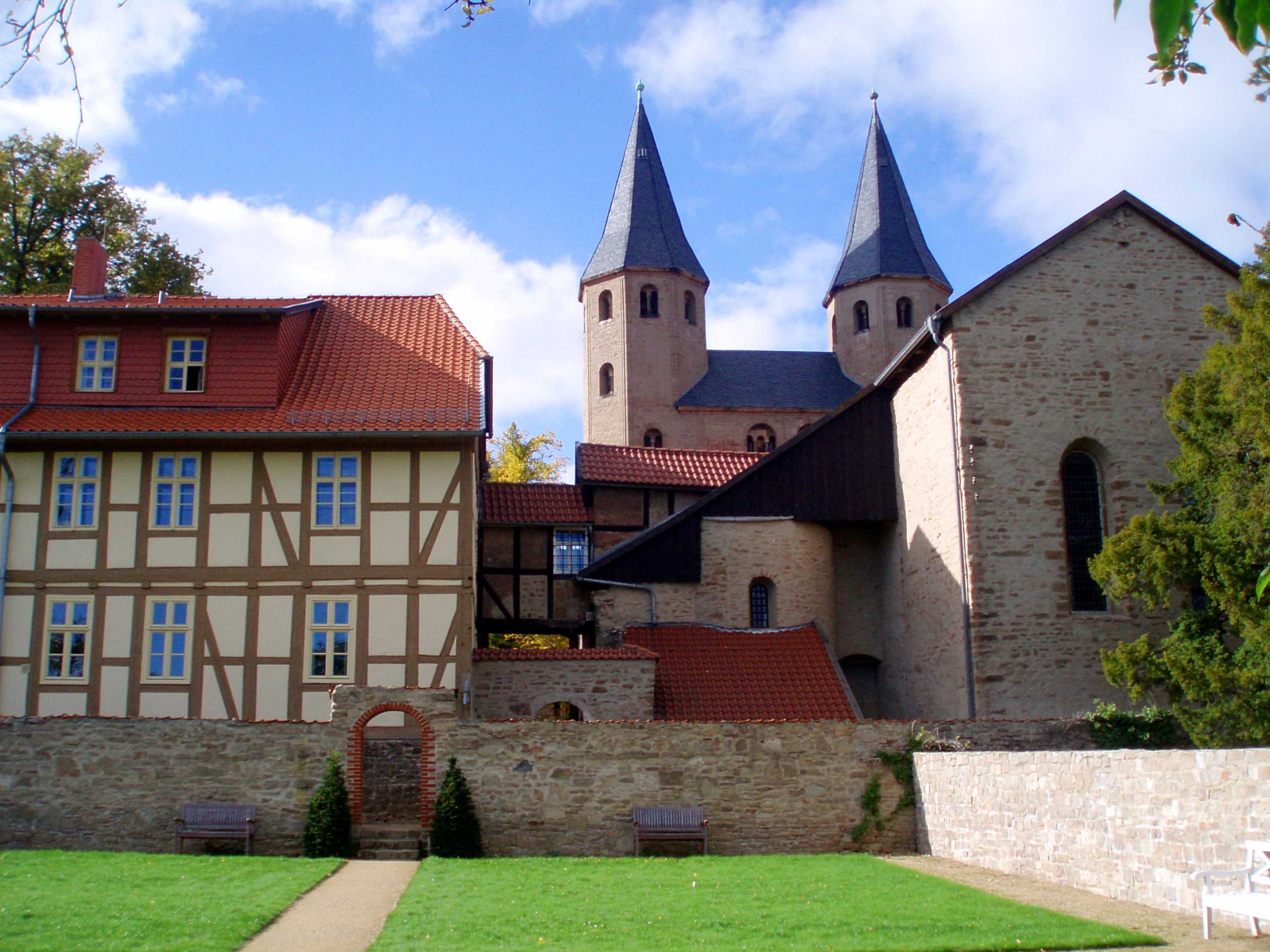
Kloster Drübeck
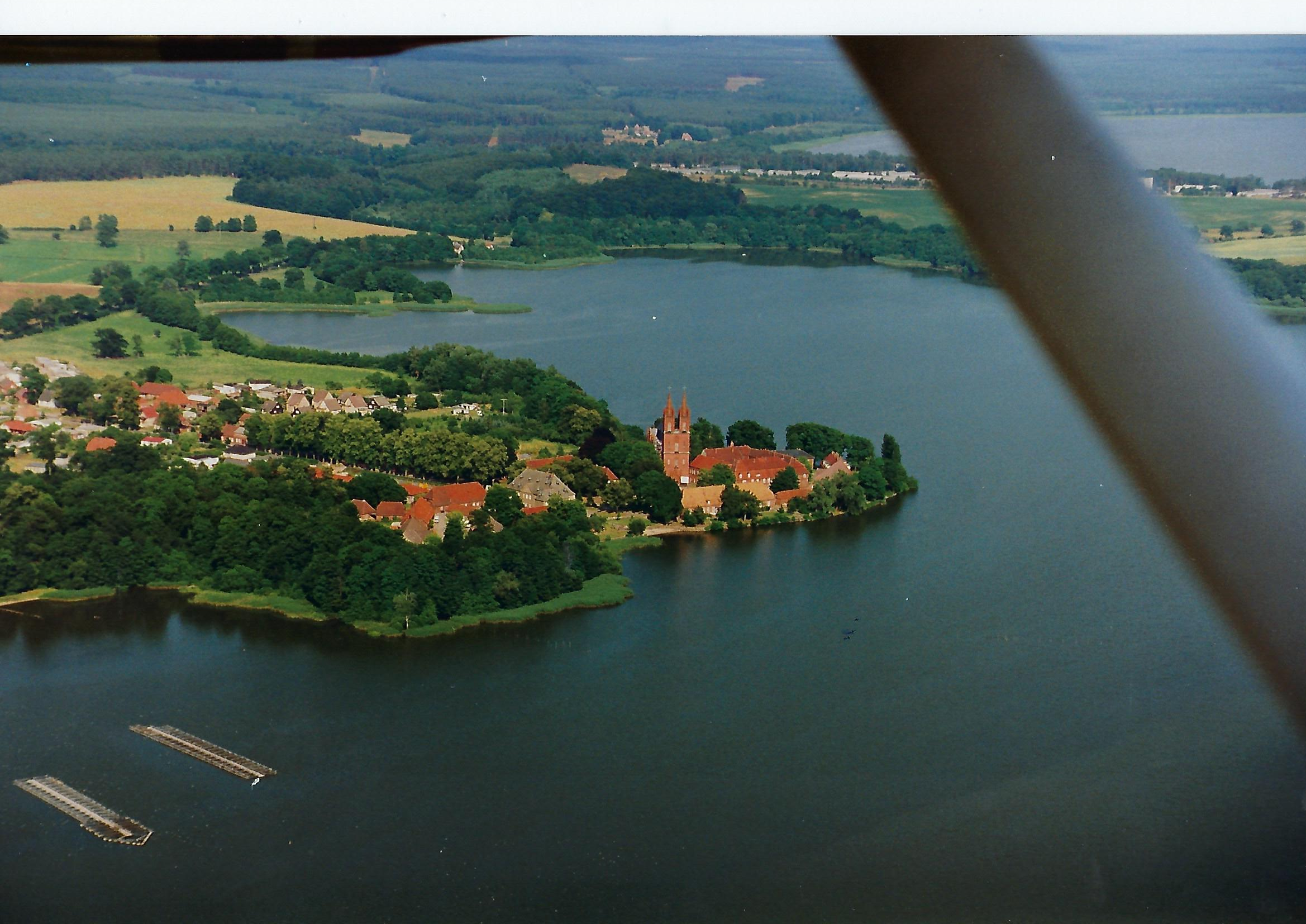
Kloster Dobbertin
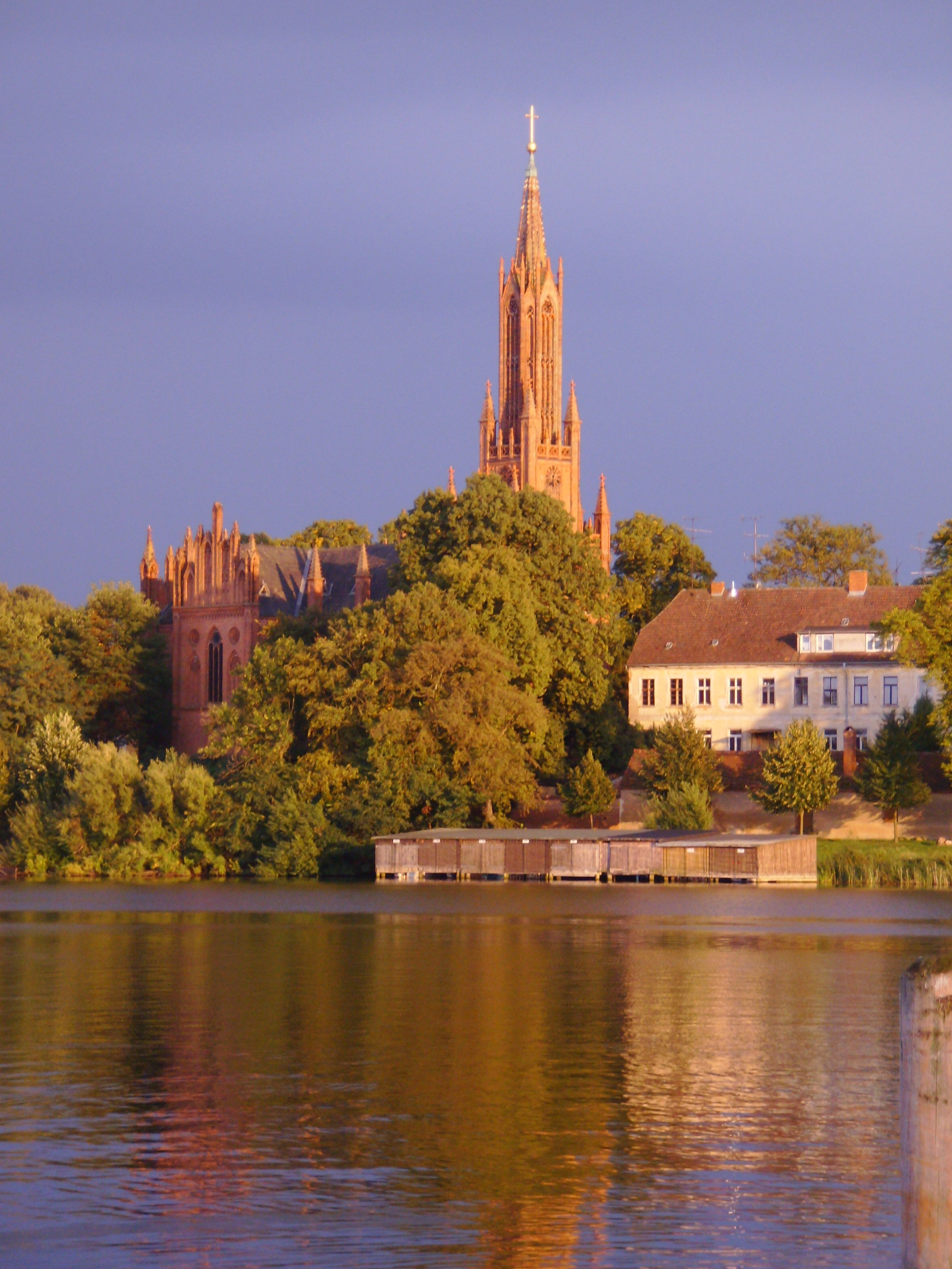
Kloster Malchow
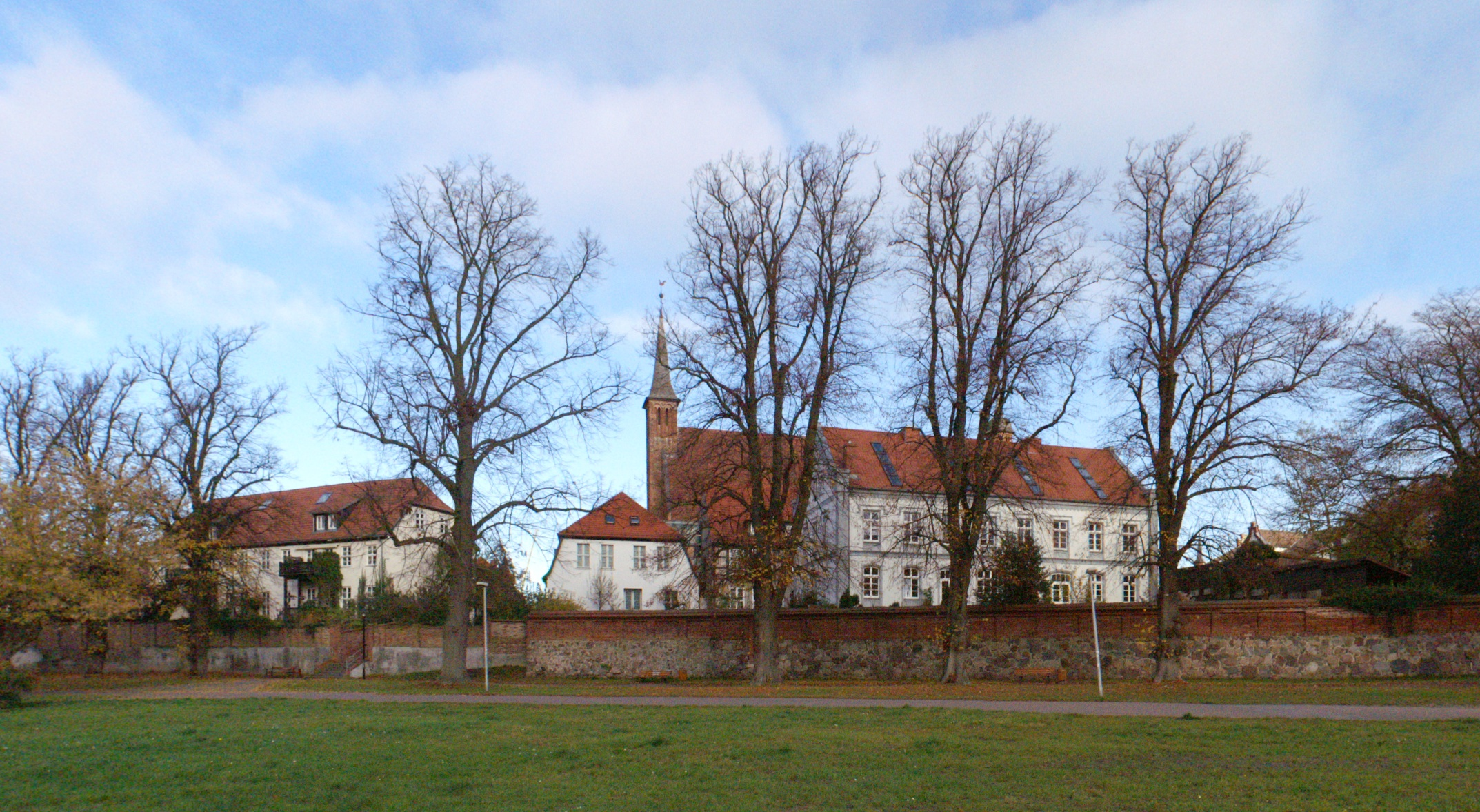
Kloster Ribnitz
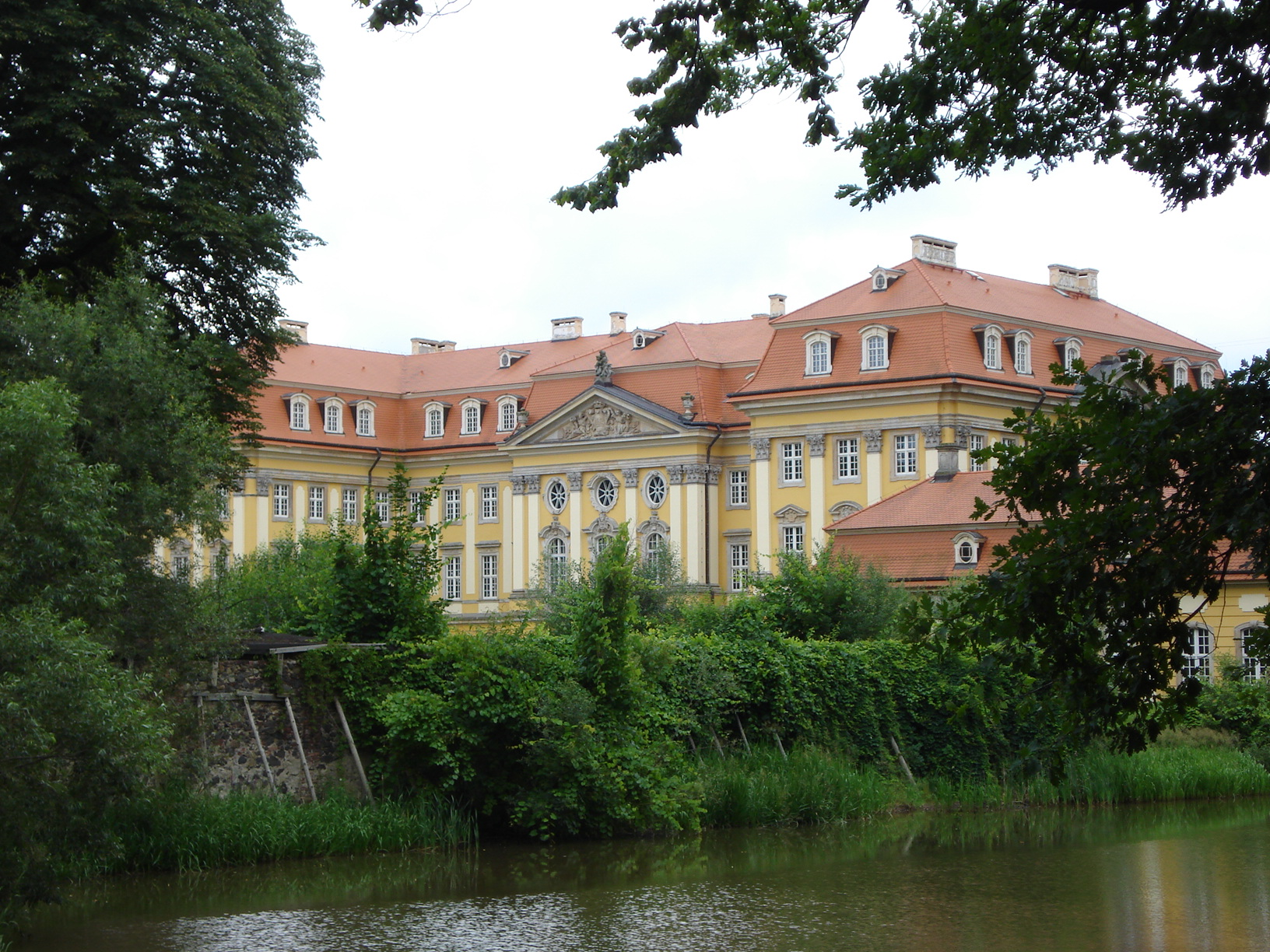
Stift Joachimstein